# United States Navy
« USN » redirige ici. Pour les autres significations, voir USN (homonymie).
L'United States Navy ou US Navy est la marine de guerre des États-Unis et représente l'une des six composantes des Forces armées des États-Unis.
Elle est depuis la Seconde Guerre mondiale la première force aéronavale au monde. Elle dépend du département de la Marine des États-Unis administré par le secrétaire à la Marine des États-Unis et elle est dirigée par le chef des opérations navales.
L'US Navy fait suite à Continental Navy, établie pendant la révolution américaine et démobilisée au terme du conflit. Après que les pirates Barbaresques, basés à Alger, ont mis la main sur plusieurs navires et leur cargaison, et réduit leurs équipages en esclavage, le Congrès des États-Unis d'Amérique vote le Naval Act de 1794. Ce texte lance la construction de six frégates, les premiers bateaux de l'US Navy. Par la suite, celle-ci joue un rôle important lors de la guerre civile américaine en établissant un blocus autour des ports Confédérés et en assurant le contrôle des fleuves et rivière navigables. L'US Navy joue un rôle central dans l'engagement américain lors de la Seconde Guerre mondiale, notamment dans les affrontements contre le Japon impérial ou lors du débarquement de Normandie.
L'US Navy est composée en février 2014 de plus de 283 bâtiments de combat dont les plus imposants (et importants) sont ses onze porte-avions géants et d'une aéronautique navale comportant environ 3 700 avions militaires opérationnels. Il faut y ajouter les 110 navires auxiliaires, de soutien et de transport opérationnel, ravitailleurs et pétroliers, et les transports du Military Sealift Command ainsi que la Flotte de réserve.
Plus d'un demi-million d'hommes et de femmes en font partie, que ce soit en service actif (226 551 au 30 septembre 2007) ou dans la réserve.
Son budget est, en 2015, au premier rang des branches des forces des États-Unis avec 147,7 milliards de dollars américains dont 22 milliards consacrés à la construction navale et aux systèmes maritimes.
L'United States Marine Corps dépend administrativement également du Département de la Marine des États-Unis. En cas de guerre, les forces de l'United States Coast Guard, qui relèvent depuis 2002 du département de la Sécurité intérieure, sont placées sous le commandement de l'US Navy.

## Historique

### La guerre d'indépendance des États-Unis

Pavillon provisoire de l'US Navy, premier de son histoire et remis à l'honneur du 11 septembre 2002 à 2019 dans le cadre de la guerre contre le terrorisme.

Pavillon de 1776 jusqu'en 2002 et de nouveau en vigueur depuis 2019. Le nombre d'étoiles évoluant au fil de l'entrée de nouveaux États des États-Unis.

Afin de faire face aux débarquements des troupes britanniques, l’assemblée coloniale de Rhode Island décide, le 12 juin 1775, de construire des bâtiments de guerre. Le 13 octobre 1775, le Congrès des États-Unis charge un Comité de la Marine, précurseur du futur ministère, de créer une flotte de guerre pour les treize colonies. Peu après, il voit ses attributions étendues à l’ensemble des affaires maritimes. Mais faute de temps, il choisit d'armer les bateaux de commerce, pour constituer finalement une flotte corsaire.
Le 10 novembre 1775, une nouvelle résolution pare au plus pressé : créer une infanterie de marine destinée à l’abordage et au débarquement, qui sera véhiculée par les navires de commerce armés et articulée en deux bataillons : c’est la naissance des Continental Marines qui devait devenir plus tard le Corps des Marines des États-Unis.
Pour monter de toutes pièces une marine militaire, l’organisme administratif, dirigé par le commodore Esek Hopkins, s’inspire de ce qu’il connaît déjà – le modèle britannique – et fait appel à d'ex-marins de la Royal Navy. Parmi eux, le jeune lieutenant John Paul Jones, montré en exemple à des générations d’officiers de Marine américains, pour sa formule restée célèbre : « Without a respectable Navy, alas America ! ».
Les fournitures font défaut et un seul navire de ligne, l’America, est mis à l’eau pendant le conflit. Un nombre impressionnant de bâtiments de commerce armés y suppléent : les petites frégates, corvettes, bricks et autres goélettes. Mais le savoir-faire en matière d’artillerie, pour armer ces navires de commerce, pose un problème, si bien que les insurgés se tournent vers la marine française, qui va leur réclamer l’America, en remplacement d'un navire français perdu durant la guerre, afin de mieux rester indispensable aux Américains.
La toute jeune Continental Navy n’étant qu’embryonnaire, la France dans la guerre d'indépendance américaine a joué un rôle décisif ; en s’assurant la maîtrise des mers, elle a perturbé le ravitaillement par mer des Britanniques et facilité la victoire franco-américaine sur terre, amenant l'empire britannique à reconnaître sa défaite.
Les corsaires américains, à l’image de John Paul Jones, ont aussi mené une guerre de course efficace. Au total, environ 65 navires (neufs, convertis ou capturés) servirent sous les couleurs américaines et onze survécurent à cette guerre.
Après l'indépendance des nouveaux, le congrès américain, entre autres pour raisons financières, décida la dissolution de la Continental Navy et des Marines, négligeant l’expérience des chantiers navals de la côte Atlantique qui, depuis un siècle, construisaient des navires pour la Royal Navy. Le dernier navire de la Continental Navy, le USS Alliance, fut vendu à un financier le 1er août 1785.

### Après l’indépendance

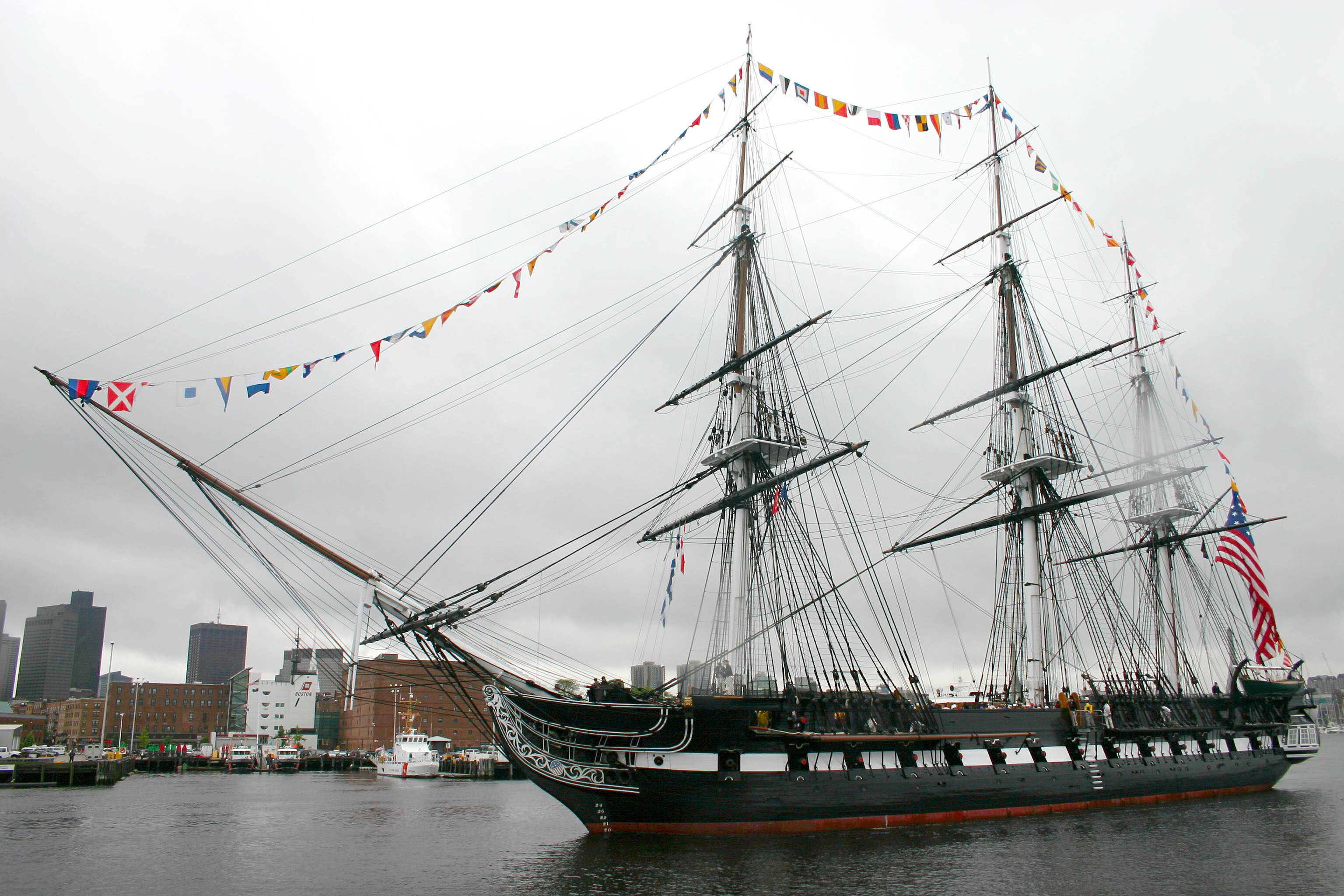
L'une des six frégates originelles de l'United States Navy de 52 canons en 2006. Lancée en 1797, elle participa à la Quasi guerre contre les corsaires français puis à la guerre de 1812 contre le Royaume-Uni. Transformée en navire-école, elle ne sera retirée du service actif qu'en 1906.

Le président George Washington, critiqué après la dissolution des milices dans les États du Sud, décide en 1790 de relancer la marine. La création de l'United States Navy passe alors par l'endettement et l'émergence de marchés financiers rivaux à Philadelphie et New York.
Les problèmes récurrents de piraterie sur les côtes d'Afrique du Nord, particulièrement la demande de la régence d'Alger de payer une taxe en cas de passage au sein de ses eaux territoriales et la dégradation des relations diplomatiques avec la France révolutionnaire amènent le Congrès des États-Unis à voter le 27 mars 1794 l'Act to provide a Naval Armament, pour recréer une nouvelle marine de guerre autour de 6 frégates par 50 voix contre 39.
La situation fut aggravée à partir de 1798 par la révolte victorieuse des esclaves de Saint-Domingue, qui représente alors la moitié de la production mondiale de coton et de café et un tiers de celle de sucre. L'arrivée à Cuba de milliers de réfugiés de Saint-Domingue après l'armistice du 30 mars 1798 en voit beaucoup devenir corsaires lors de la quasi-guerre, sur fond de convention commerciale tripartite de 1799 entre Toussaint Louverture, les États-Unis et le royaume de Grande-Bretagne.
Le 27 avril 1798, le congrès américain vote à nouveau des crédits militaires, cette fois pour la construction de douze navires de guerre, car à l'issue de la guerre d'indépendance, en 1784, les Anglais avaient conservé l'essentiel de leurs navires de guerre. Les Américains ont surtout des navires marchands, qu'ils tentent d'armer à nouveau. Le Congrès américain porte le 14 juillet la première « taxe directe » sur les propriétaires terriens et la détention d'esclaves. Ces nouvelles taxes, ensuite étendues aux maisons à 2 millions de dollars pour financer la construction d'une marine de guerre, sont brocardées par la « Fries Rebellion » de 1799 dans le sud de la Pennsylvanie du nom de John Fries, qui organise un groupe armé de 400 hommes pour s'y opposer.
Malgré cet effort, la marine américaine reste embryonnaire, avec seulement 14 bâtiments de guerre, dont neuf frégates, appuyés par 365 navires-corsaires, pour la plupart des navires marchands de la côte est. Des captures de navires marchands et plusieurs combats navals durèrent jusqu'à ce que la France du Consulat s'accorde à un règlement honorable, la réparation aux dégâts des pirates français, qui se produit simultanément à la vente de la Louisiane.
C'est l'émergence de la piraterie des années 1800 dans la Caraïbe, avec ses grands aventuriers comme Jean Lafitte ou Louis-Michel Aury, et d'un trafic commercial élargi mais risqué, comme le montrent les valeurs produites par le port de Cuba entre 1797 et 1801, une partie venant des prises des corsaires français attaquant les navires américains commerçant avec Saint-Domingue :
| Année   | 1797 | 1798 | 1799 | 1800 | 1801  |
| Tonnage | 32,5 | 46,1 | 76,5 | 84   | 116,6 |

Selon le consul américain à Saint-Domingue, Edward Stevens, quelque 1 500 « pirates » embarqués sur trente-sept pinasses attaquaient les bâtiments marchands américains se rendant à Saint-Domingue.
En 1801, les dey de Tripoli et ses alliés de la Côte des Barbaresques déclarèrent la première guerre barbaresque aux États-Unis qui ne voulaient plus payer de tribut pour le passage de leurs navires. Cela entraîna l'envoi d'une escadre en mer Méditerranée. Le traité de paix du 4 juin 1805 libère les États-Unis de ce tribut, au prix de deux navires perdus. À compter de cette date, une escadre américaine mouillera en Méditerranée en permanence, exception faite de la période de la guerre de Sécession. Mais une seconde guerre barbaresque éclata au printemps 1815 et une expédition navale fut menée par Decatur contre le dey d’Alger.
La guerre de 1812 vit pour la dernière fois des navires américains affronter la Royal Navy, à nouveau par le biais des corsaires, mais aussi avec ses frégates. Le USS Constitution demeure le plus célèbre navire de la guerre de 1812 en remportant plusieurs combats navals, dont deux contre des frégates anglaises. Sur un total de 24 affrontements en mer entre navires de l'US Navy et Royal Navy, les navires américains remportèrent seize victoires contre huit pour les Anglais.

### La guerre de Sécession

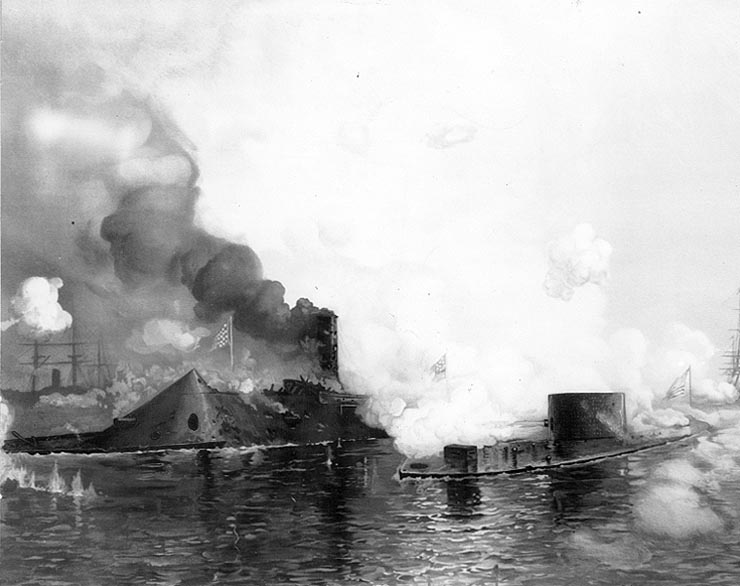
Combat des navires cuirassés et de la Confederate States Navy.

Au début de la guerre, les États du Sud peuvent compter sur un tiers des officiers américains, qui quittent l'armée pour rejoindre celle des États du Sud mais seulement 4 % du tonnage de la flotte militaire et 10 % de celle de la marine marchande passent sous le pavillon des États confédérés d'Amérique.
L'US Navy avait été conçue, à l'origine, pour tenir tête à son ancien ennemi, la Royal Navy. Bien que d'une taille moyenne au début des hostilités, avec seulement 90 navires à voiles et à vapeur, elle se développa rapidement, compta 386 bateaux portant 3 027 canons fin 1862, et remplit ses missions de blocus des ports des États confédérés d'Amérique et de soutien aux forces terrestres en déployant entre autres des unités de marine fluviale à l'intérieur des terres de façon satisfaisante dont l'escadre du fleuve Mississippi.
On vit durant cette guerre les premiers combats de cuirassés et l'utilisation de sous-marins par la Confederate States Navy qui bien qu'étant extrêmement dangereux pour leur propre équipage, coulèrent ou endommagèrent 28 navires fédéraux. L'US Navy captura 1 551 bâtiments de commerce et en détruisit 355 durant cette guerre.
Après cette guerre, la Marine vit la majorité de ses navires désarmés et son effectif tomber à seulement deux mille officiers et dix mille marins.

### Début d’une marine mondiale

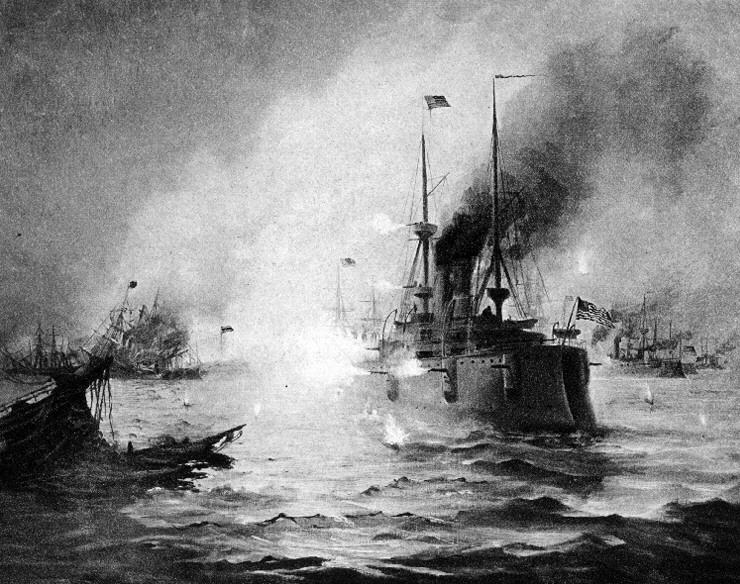
La bataille de la baie de Manille en 1898, sept navires américains coulèrent 10 navires espagnols sans aucune perte.

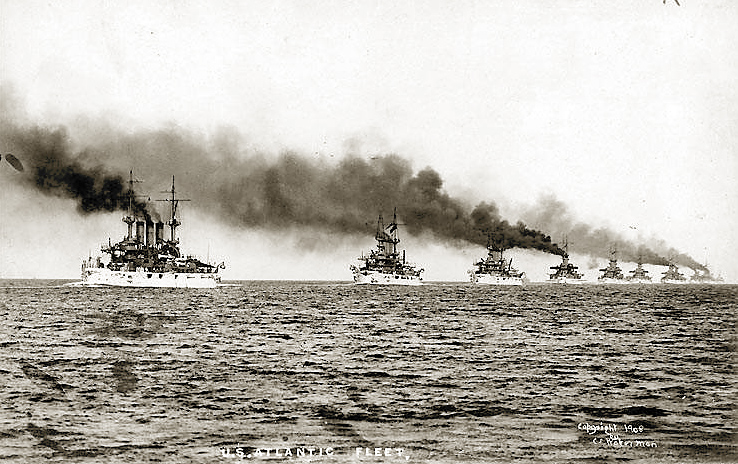
La Grande flotte blanche en décembre 1907. Le tour du monde effectué par cette escadre permit de montrer la nouvelle puissance navale de l'US Navy.

En 1882, la marine ne comptait que 138 navires dont seulement 57 employés en service actif.
|                         | Flotte en janvier 1882 |
| ----------------------- | ---------------------- |
| Navires à vapeur        | 65                     |
| Navires en bois à voile | 23                     |
| Navires Cuirassé        | 24                     |
| Torpilleurs             | 2                      |
| Remorqueurs             | 23                     |

Sous la présidence de Chester Alan Arthur, un Squadron of Evolution fut constitué avec les trois premiers croiseurs protégés construit aux États-Unis.
En 1890, l’US Navy n’est encore que la sixième flotte du monde, avec 122 000 tonnes.
La faiblesse de celle-ci par rapport aux autres nations fut critiquée et en 1890, le Naval Policy Act (Conseil de politique maritime), nommé par le secrétaire de la Marine Benjamin Tracy affirma la nécessité pour les États-Unis d’avoir une flotte puissante non seulement pour ses défenses côtières mais aussi pour protéger ses routes commerciales. Ses recommandations ne furent pas entièrement suivies mais on s’orienta néanmoins avec le Naval Act de 1890 vers une politique plus ambitieuse, le budget de la Marine passant de 75 millions de dollars en 1880 à 725 millions en 1910.
En 1898, la destruction de l’USS Maine dans le port de La Havane déclencha la guerre hispano-américaine, qui constitua la première épreuve du feu sérieuse contre une puissance maritime majeure depuis les affrontements contre le Royaume-Uni. La flotte se composait alors de cinq cuirassés modernes de 10 000 t, dix-huit croiseurs, six monitors, six torpilleurs de haute-mer et de nombreux bâtiments auxiliaires
Elle écrasa la Marine de guerre espagnole aux Philippines dans la bataille de la baie de Manille puis lors de la bataille de Santiago de Cuba de manière décisive.
En 1908, l’US Navy devenait troisième marine militaire du monde derrière la Royal Navy et la Marine impériale allemande.

### Première Guerre mondiale

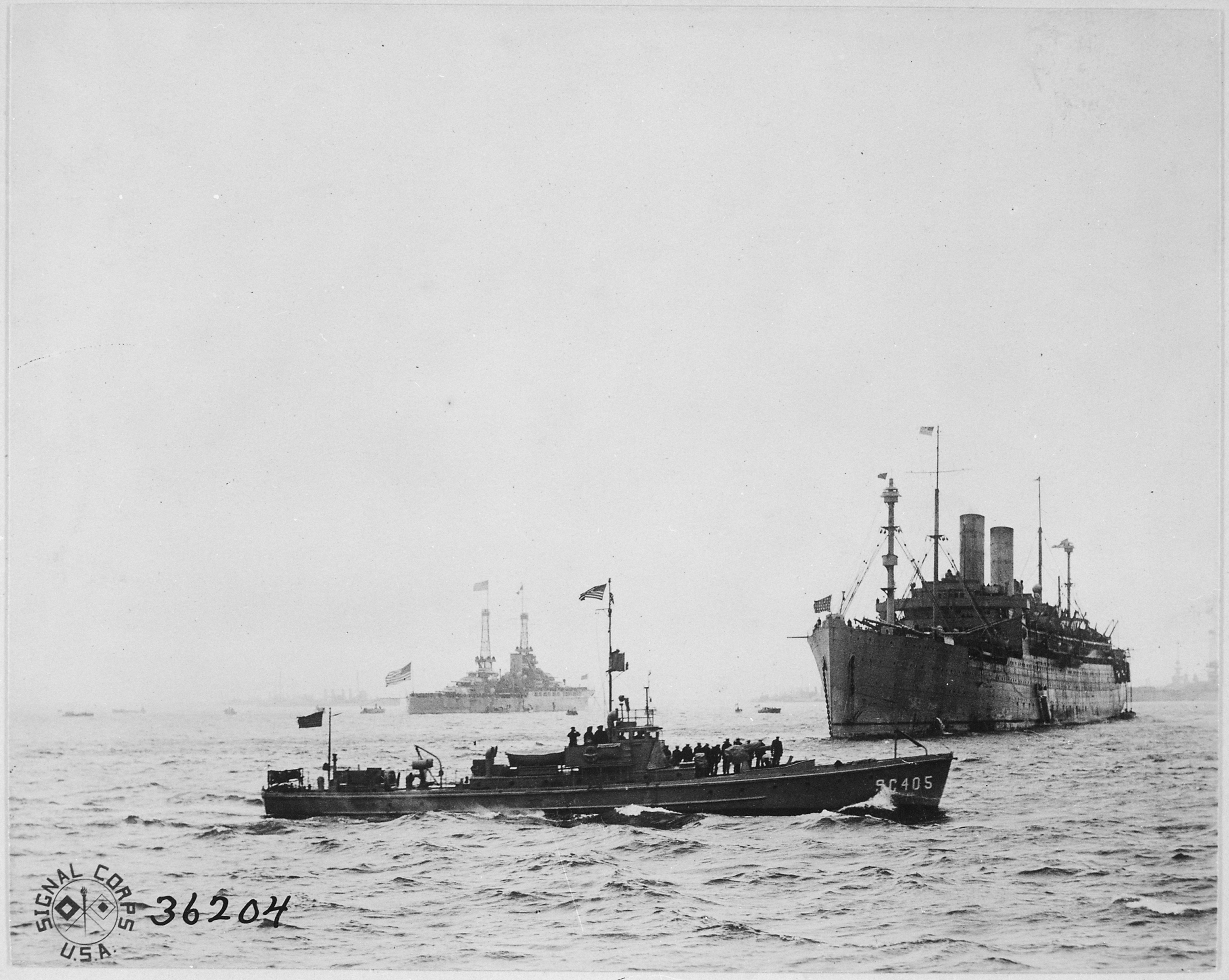
Un chasseur de sous-marins de la classe SC-1 à Brest le 13 décembre 1918 devant un navire de transport et un navire de ligne américain. Ces petits navires de 85 tonnes pour 34 m de long furent construits à 441 exemplaires entre 1917 et 1919.

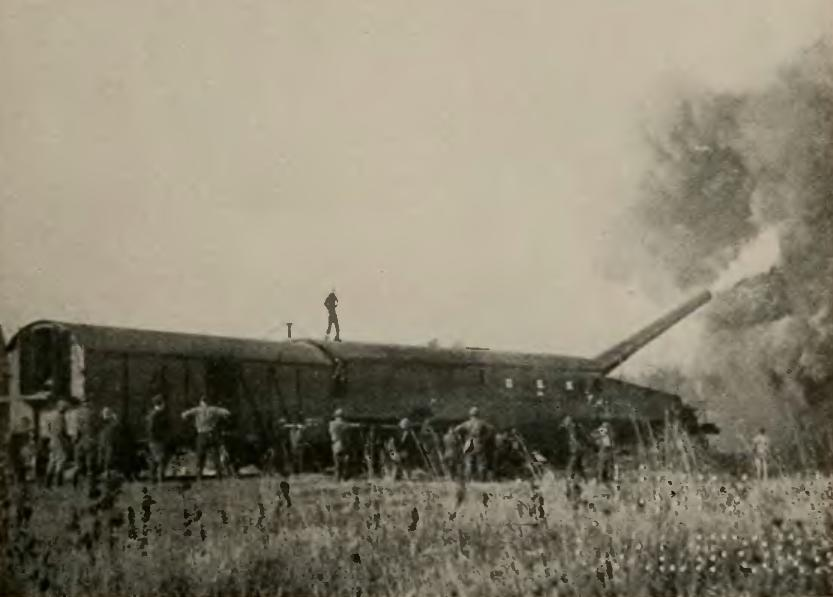
Canon lourd de 14 pouces sur voie ferrée à Thierville, septembre 1918. Cinq de ces engins servis par des canonniers de la marine américaine ont été utilisés durant les trois derniers mois de la guerre.

En 1912, il y avait 3 094 officiers et 47 515 marins dans l'US Navy ; au 1er juillet 1916, l'effectif était passé à 4 293 officiers et 54 234 marins et des plans étaient en cours pour accroître celui-ci tandis que des centaines de navires de tous types étaient en commande face aux incertitudes que faisaient peser la guerre en Europe.
|                     | Flotte en 1917             |
| ------------------- | -------------------------- |
| Cuirassés           | 31 dont 9 type Dreadnought |
| Croiseurs-cuirassés | 15                         |
| Croiseurs           | 10                         |
| Destroyers          | 68                         |
| Torpilleurs         | 24                         |
| Sous-marins         | 54                         |

Comme le montre le tableau ci-dessus, les États-Unis possédaient une flotte de haut bord qui n'avait plus rien à voir avec les bâtiments légers qui dominaient lors de la guerre de 1898, les déficiences constatées à l'époque dans le domaine des transmissions ou du tir à la mer ont été largement corrigées.
Le budget de la marine en 1914 était l'équivalent de 3,06 milliards de francs valeur 1930 (Marine française : 3,2 milliards de francs, marine britannique : 6,4 milliards de francs à la même date).
Après l'entrée en guerre des États-Unis dans la Première Guerre mondiale le 6 avril 1917 la marine américaine qui disposait au total de 197 navires de guerre participa très vite à la lutte anti-sous-marine et à la protection des convois lors de la bataille de l’Atlantique. Il fut décidé qu'elle défendrait et patrouillerait dans l'hémisphère occidental, tandis que la Royal Navy continuerait son action anti-sous-marine autour des îles britanniques avec l'aide que pourrait lui fournir l'US Navy. Celle-ci ne se fit pas attendre : six destroyers gagnèrent Cobh (alors Queenstown) en Irlande dès le 4 mai 1917. Le 5 juillet, il y avait 35 destroyers américains dans cette base. À la fin de la guerre, 383 bâtiments de guerre américains se trouvaient en Europe et la flotte compta plus de 2 000 navires et 533 000 officiers et matelots contre 67 000 début 1917.
On arrêta dès le mois de mai 1917 un programme de construction de navire de ligne lancé en 1916 pour construire en priorité 250 destroyers et 400 chasseurs de sous-marins.
Pour transporter le corps expéditionnaire en France, le Navy Department disposait, en tout et pour tout, le 1er juillet 1917, de sept navires de transport de troupes et de six navires marchands, soit 94 000 t. En novembre 1918, une Cruiser and Transport Force de 143 vaisseaux dont plusieurs dizaines de pays alliés, représentant 3 250 000 t avait été constituée. Elle assura le transport de 911 000 soldats en France (un million d’autres le furent par la Marine britannique) ainsi que 8 700 000 tonnes de matériel, la France fournissant quant à elle une grande partie de l’armement et des munitions soit environ 4 000 000 t.
Les convois de troupes américaines pour l’Europe furent si bien défendus qu’il n’y eut à déplorer aucune perte de navires chargés de troupes, hors un paquebot britannique parti du Canada, ce qui constitue un succès remarquable.
Début 1918, les alliés mirent un point final à l’action des U-Boots de la Kaiserliche Marine quand leur principale voie échappatoire, le passage de 290 km entre les Orcades et la Norvège, fut barrée par un champ de mines marines composé de 70 263 mines Mk-6 dont 56 611 posé par des navires américains.
Les pertes humaines sont de 431 tués et 819 blessés pour l'US Navy, 2 461 tués et 9 520 blessés pour les Marines, ces derniers s'illustrant sur le front de l’Ouest la première fois lors de la bataille du bois Belleau. Il faut rajouter à ces chiffres 192 tués dans l'US Coast Guard et 629 dans la marine marchande.
Seuls trois navires de combat ont été perdus à la suite d'une action ennemie, le patrouilleur USS Alcedo (SP-166), un yacht converti, coulé au large des côtes françaises le 5 novembre 1917 ; le destroyer USS Jacob Jones (DD-61) de la classe Tucker, coulé au large des côtes britanniques le 6 décembre 1917, et le croiseur cuirassé USS San Diego (ACR-6) de la classe Pennsylvania, coulé près de Fire Island, au large de la côte de New York, le 19 juillet 1918 à priori par une mine à la dérive larguée par un sous-marin allemand.
La marine marchande américaine qui totalisait trois millions de tonneaux en 1914 a perdu 389 000 tonneaux entre 1914 et 1918 mais 4 030 949 tonneaux étaient construits aux États-Unis.
Il faut noter également le développement de l’aéronavale durant ce conflit. Au 1er juillet 1917, celle-ci était encore à ses balbutiements et comptait seulement 45 aviateurs navals. Il y avait des officiers de la marine, du corps des Marines, et la Garde côtière qui avaient reçu une formation spécifique à l'intérieur et étaient attachés à l'aviation. Il y avait environ 200 élèves officiers en formation, et environ 1 250 hommes du rang attachée au Service de l'aviation. Au 1er juillet 1917, il y avait 823 aviateurs navals, environ 2 052 élèves officiers, et 400 agents de terrain attachés à l'aviation navale. En outre, il y avait plus de 7 300 mécaniciens formés et plus de 5 400 mécaniciens en formation. Les effectifs totaux mis en service à ce moment était d'environ 30 000. Des hydravions et ballons dirigeables patrouillaient des deux côtés de l'Atlantique.

### L’entre-deux-guerres
Depuis 1922, la plus grande partie de la flotte se trouve dans l'océan Pacifique, une grande partie de la flotte issue de la Grande Guerre est désarmée.
La crise de 1929 et les économies budgétaires dans le budget de la défense qui s'ensuivent la touchent avec beaucoup d'amplitude, même si elle demeure moins touchée que l'United States Army, son budget étant toutefois en 1930 le premier au monde, avec un triplement par 1914 avec l'équivalent de 9,25 milliards de francs (Royal Navy : 6,98 milliards de francs). Elle expérimente le concept de dirigeable porte-avions avec trois exemplaires en service mais la destruction de l'un d'entre eux signe la fin de ceux-ci.
|                           | Flotte au 1er avril 1931 |
| ------------------------- | ------------------------ |
| Porte-avions              | 3                        |
| Cuirassés                 | 15                       |
| Croiseurs                 | 18                       |
| Destroyers                | 78                       |
| Navires de petits tonnage | 115                      |
| Sous-marins               | 55                       |

Elle est alors divisée en deux flottes très inégales en quantité et qualité :
- l'United States Fleet avec :
  - La Battle Force, qui compte les cuirassés modernes, les porte-avions, une division de croiseurs et trois ou quatre divisions de destroyers. Elle est basée à Pearl Harbor, à Hawaï.
  - La Scouting Force, qui comprend le reste des croiseurs et plusieurs destroyers, opère dans l'Atlantique et les Caraïbes. Elle dispose en outre d'une escadre d'entraînement qui compte les trois plus vieux cuirassés et huit destroyers.
  - La Submarine Force, dont les sous-marins sont répartis équitablement sur les deux océans.
  - La Base Force, ou le Train, qui regroupe les navires auxiliaires répartis entre l'Atlantique et le Pacifique.
- L'Asiatic Fleet, créée en 1902 mais qui existe sous différentes appellations depuis 1835, est basée en Chine et comprend :
  - La South China Patrol, avec 19 destroyers basés à Chefou (Chefoo ou Yantai)[réf. nécessaire].
  - La Yangtze River Gunboats Flotilla, avec cinq canonnières basées à Shanghai.
  - Douze sous-marins et des navires auxiliaires.

En 1933, avec l'élection de Franklin Delano Roosevelt à la présidence des États-Unis, un net redressement apparaît. Son but est de porter la flotte au niveau autorisé par le traité de Washington de 1922 dont elle est loin. En décembre de cette année, elle se composait en effet de 372 navires, déplaçant 1 038 660 tonnes, soit 150 000 tonnes sous les limitations du traité.
Le Congrès des États-Unis accepte d'accorder des crédits suffisants pour lancer de nouveaux navires et redynamiser l'industrie fortement touchée par la Grande Dépression et vote deux lois à cet effet (National Industrial Recovery Act le 15 mai 1933, Vinson-Trammell Navy Act le 27 mars 1934) mais bloque en revanche le nombre de marins, de sorte qu'en 1935, la marine ne dispose que de 8 000 officiers et 82 500 matelots qui ne peuvent armer les navires qu'à 81 %.
On note entre 1934 et 1939 un accroissement notable, surtout en ce qui concerne les croiseurs et les destroyers. Mais les prévisions montrent qu'il faudrait attendre 1944 pour arriver au niveau souhaité.
Quand la guerre sino-japonaise éclate en 1937, l'Asiatic Fleet est rapatrié aux Philippines alors que survient un incident préfigurant les combats à venir.
Lors de l'avancée japonaise sur Nankin, la canonnière USS Panay participant à l'évacuation des ressortissants étrangers de la ville est délibérément coulée à la suite de l'action du colonel de l'armée impériale japonaise Kingoro Hashimoto qui après avoir canonné sans résultat le navire la veille fait appel à l'aviation le 12 décembre 1937 pour l'envoyer par le fond. Membre d'une société secrète dont le but est d'éliminer toute influence civile dans le gouvernement japonais, il estimait nécessaire pour cela de provoquer une guerre avec les États-Unis.
Malgré la mort de deux marins et d'un civil, l'affaire ne dégénère pas car le gouvernement de Tokyo exprime immédiatement des excuses et offre des réparations et d'autre part l'isolationnisme américain soutenu par l'immense majorité de l'opinion publique empêche toute éventuelle réaction militaire.
La Scouting Force deviendra Atlantic Squadron en janvier 1939, composé à l'origine d'un porte-avions, de quatre vieux cuirassés, de quatre croiseurs lourds et d'une flottille de destroyers. Elle sera le noyau de l'Atlantic Fleet formée le 1er février 1942.

### La Seconde Guerre mondiale

#### L'avant-guerre

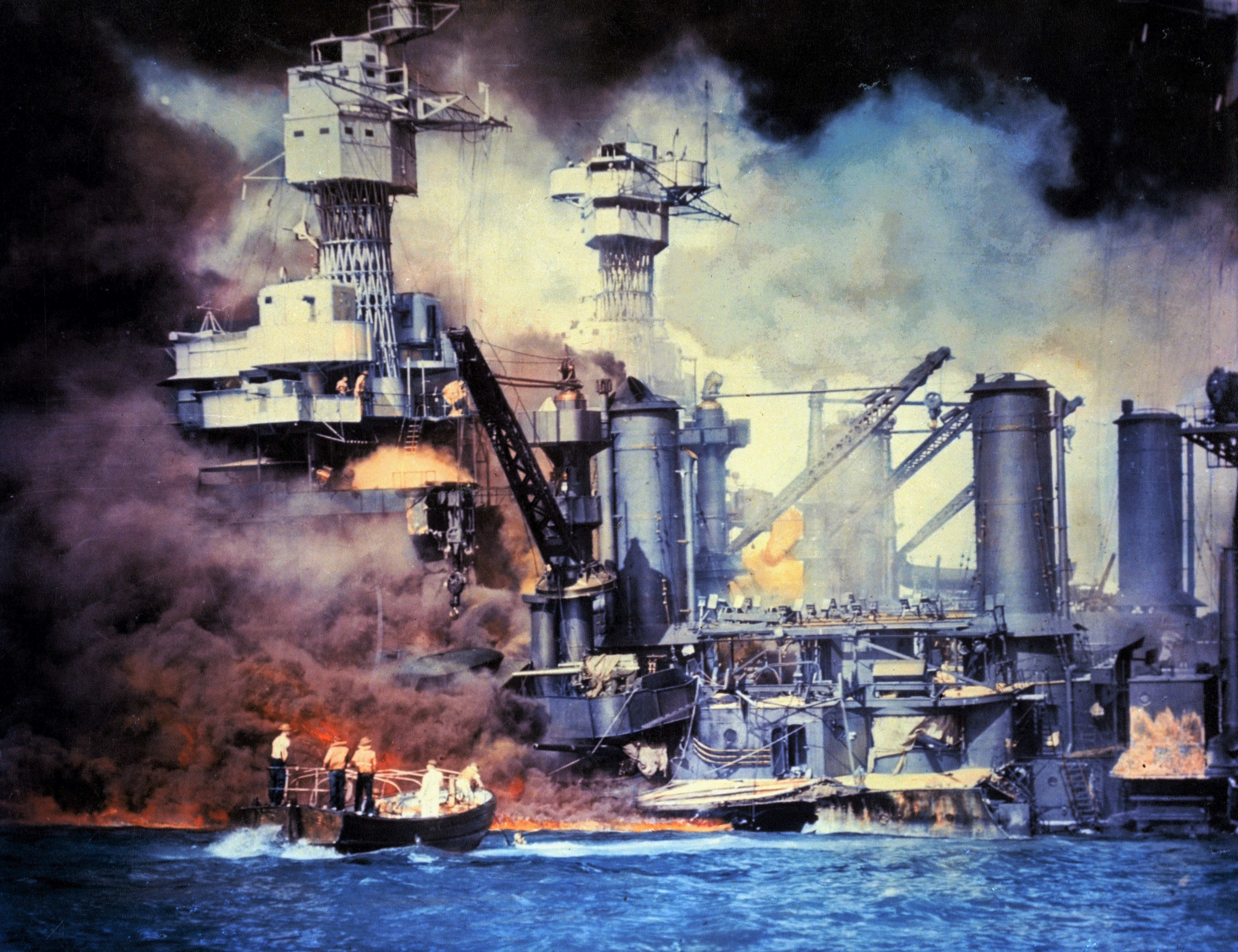
Un canot à moteur porte secours aux marins de l' en feu, cuirassé de la marine de guerre américaine torpillé durant l'attaque de Pearl Harbor.

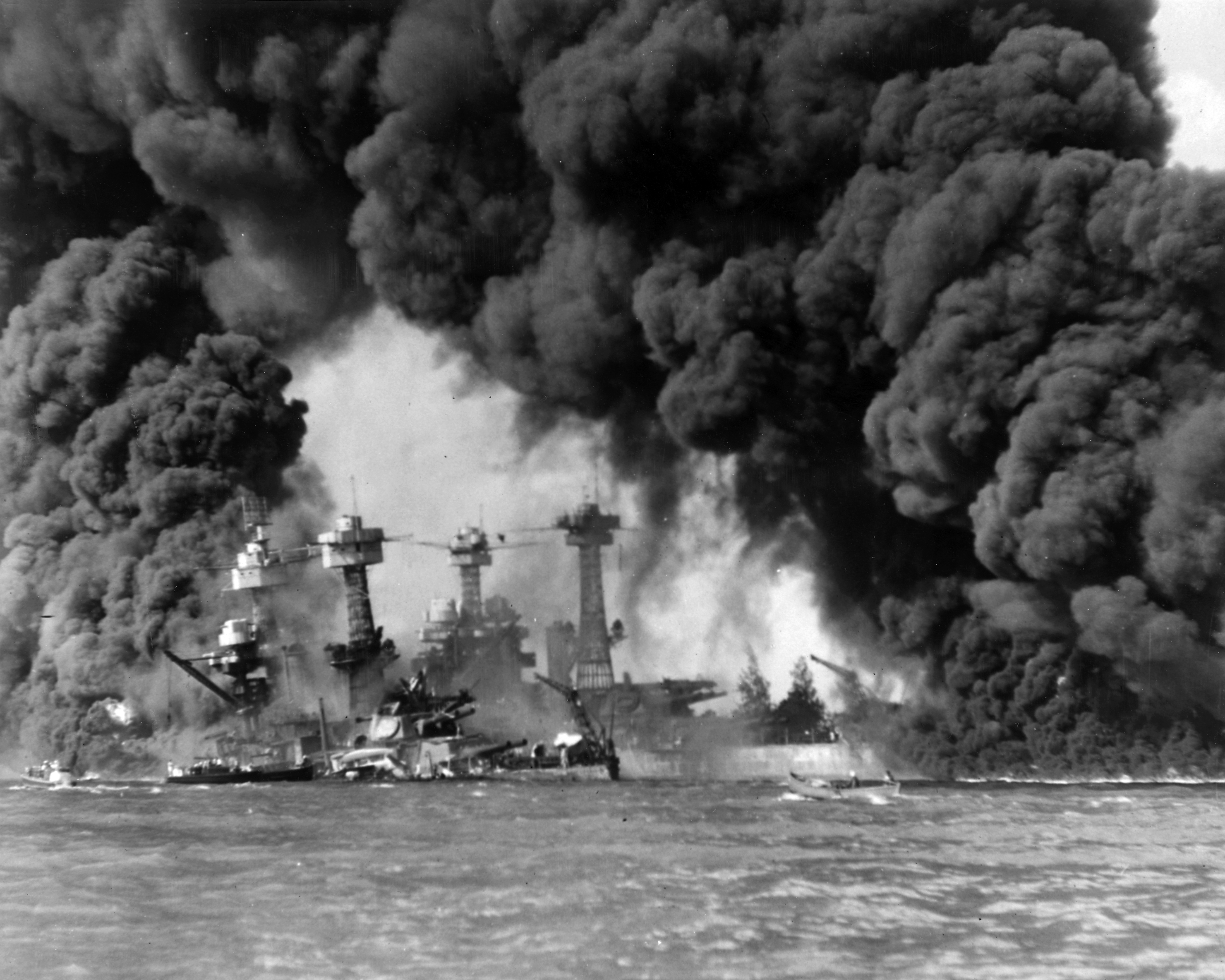
7 décembre 1941, l'attaque de Pearl Harbor, une victoire japonaise qui réveille le complexe militaro-industriel des États-Unis.

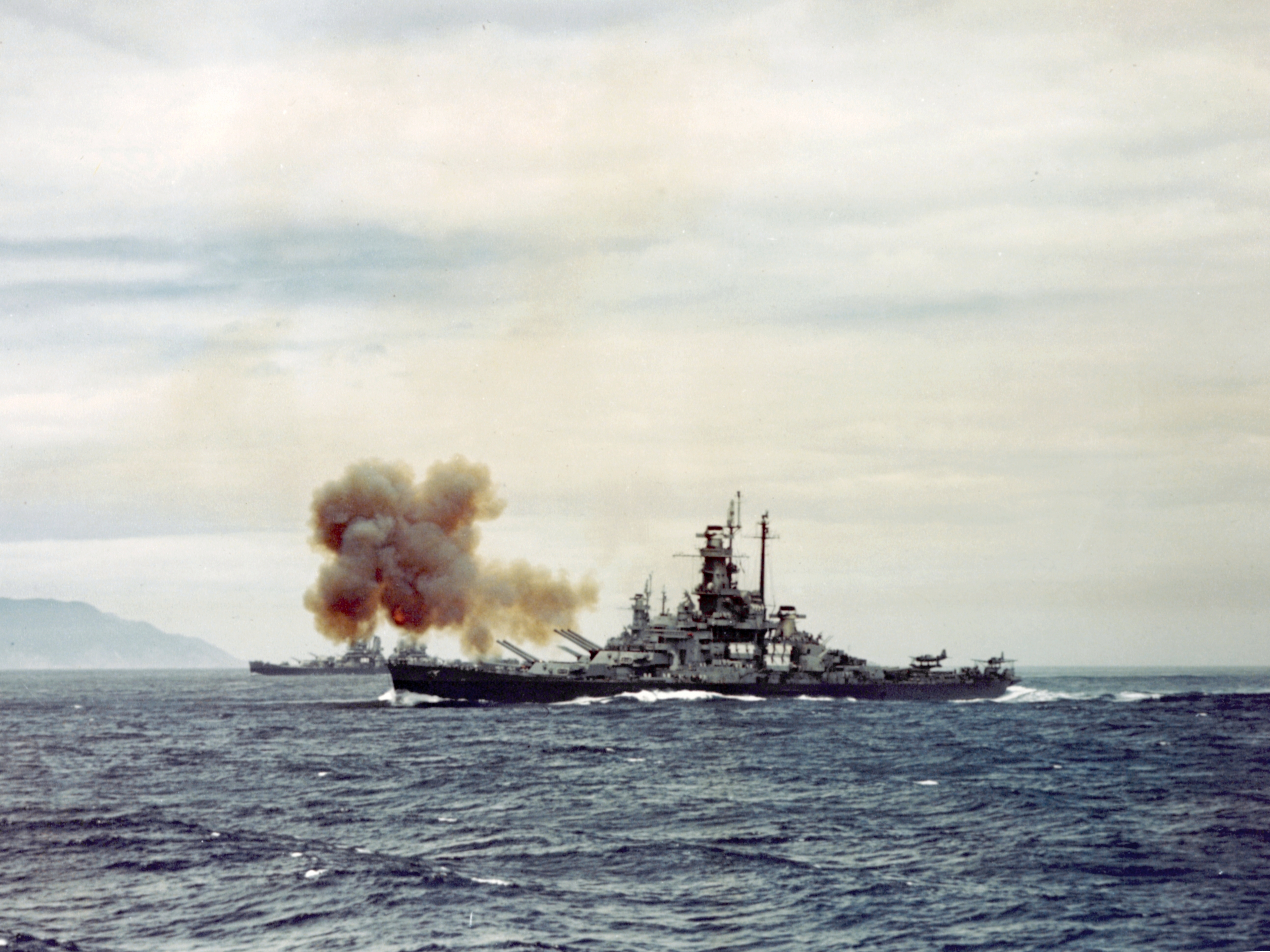
Le cuirassé USS Indiana bombardant Kamaishi le 14 juillet 1945. Ce raid mené par plusieurs cuirassés est le premier bombardement du Japon depuis des navires de surface de ce conflit.

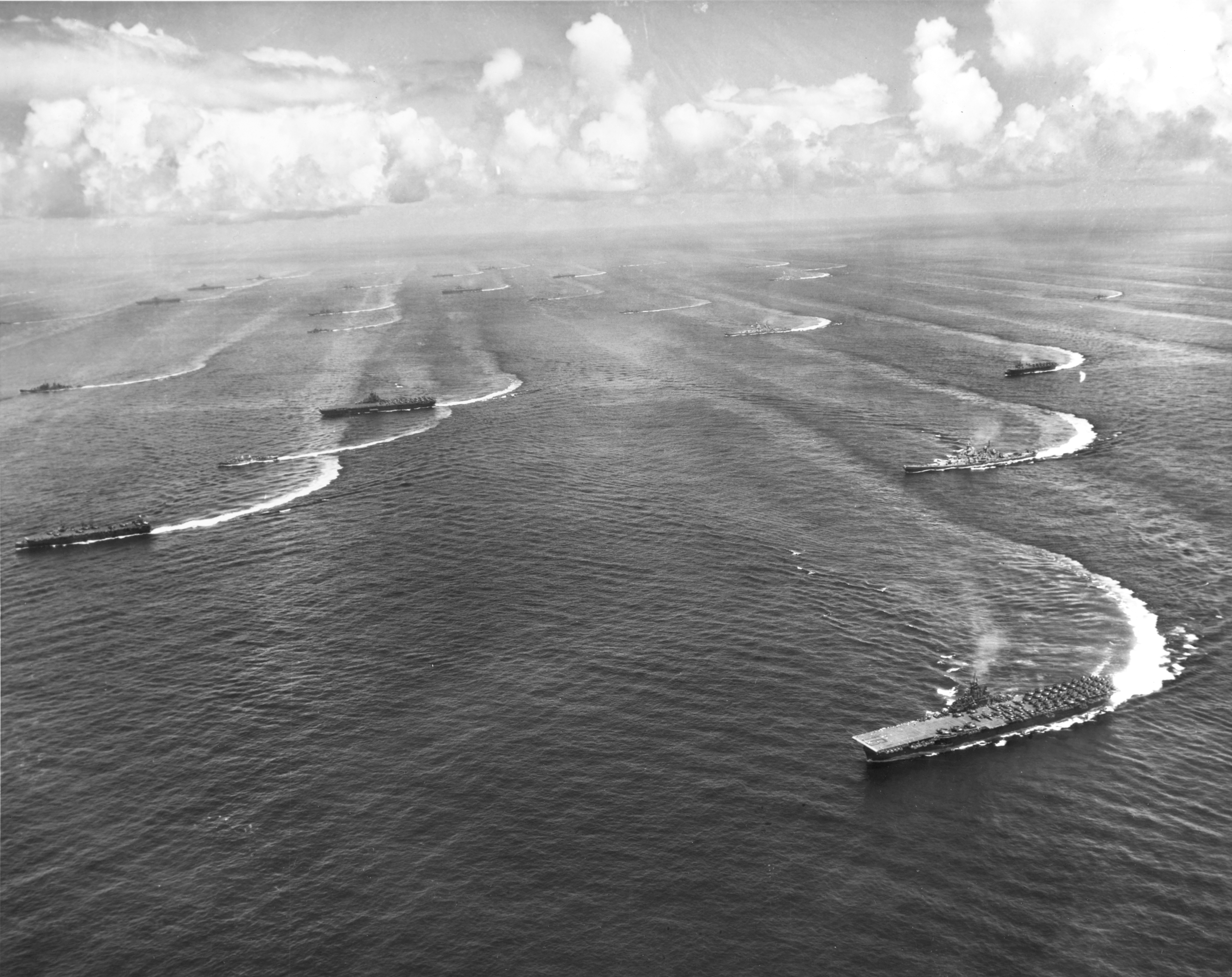
La Task Force 38 manœuvre au large des côtes du Japon, août 1945.

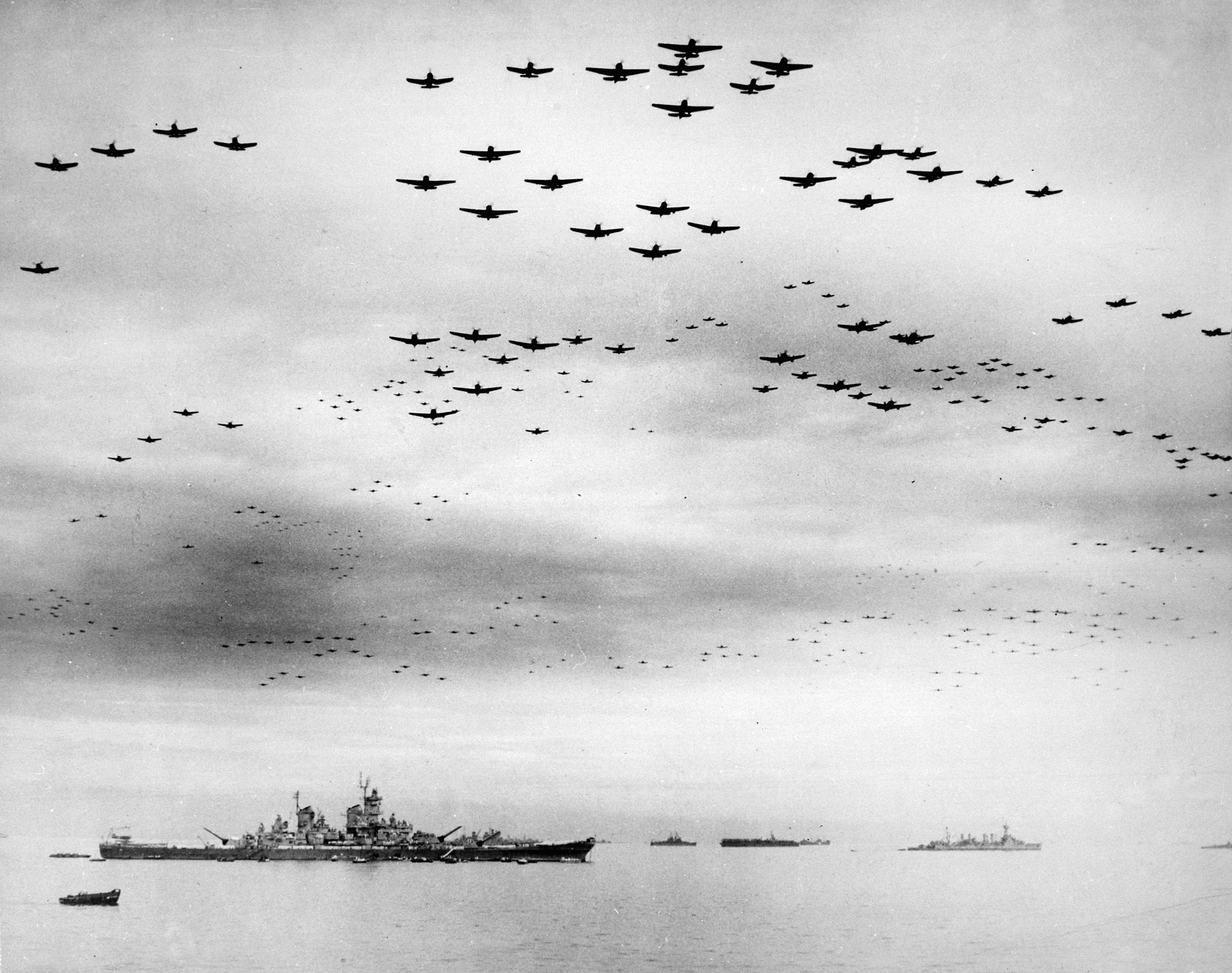
Démonstration de force pour la reddition officielle de l'empire du Japon le 2 septembre 1945.

Avec le déclenchement de la Seconde Guerre mondiale qui avait vu l'Allemagne dominer l'Europe continentale et l'impérialisme japonais devenir de plus en plus actif en Asie et dans le Pacifique, le Sénat des États-Unis avait voté le 14 juin 1940 le Naval Expansion Act, connu aussi sous les noms de Loi Vinson-Walsh ou Two-Ocean Navy Act, suivi d'autres lois de programmation qui attribuèrent des crédits considérables pour accroître la flotte de 70 %, la construction de 1 325 000 tonnes de navires de guerre, l'achat ou la conversion de 100 000 tonnes de navires auxiliaires et monter les effectifs de l'aéronavale à 15 000 appareils contre moins de 300 avions embarqués, plus ou moins modernes, et une soixantaine de grands hydravions en septembre 1939. Le Destroyers for Bases Agreement signé le 2 septembre 1940 voit le transfert de 50 destroyers connut collectivement sous le nom de Classe Town à la Royal Navy.
Le 1er février 1941, l'United States Fleet basé dans le Pacifique prend le nom de Pacific Fleet.
Des mesures visant à aider le Royaume-Uni sont prises, tout en restant neutre. En échange de la cession à bail de bases dans les Caraïbes et au Canada, la Royal Navy reçoit 50 destroyers américains construit entre 1917 et 1920 connus sous le nom de Classe Town ; la « zone de neutralité » sous la protection des États-Unis inaugurée en 1939 est portée au 26e méridien. Elle oblige les U-Boots à limiter leurs attaques dans la partie orientale de l'Atlantique. En marge du prêt-bail, le Groenland est placé le 10 avril 1941 sous protection américaine et le 7 juillet, des troupes américaines prennent la relève des forces britanniques en Islande.
D'avril à juin 1941, trois cuirassés, un porte-avions, quatre croiseurs et deux flottilles de destroyers sont transférés du Pacifique à l'Atlantique (soit 20 % de la flotte du Pacifique).
En septembre 1941, un pas supplémentaire de la plus haute importance est franchi. Des navires de l'US Navy participent à l'escorte des convois dans l'Atlantique nord et entre dans la seconde bataille de l'Atlantique.
Le 17 octobre 1941, un U-Boot endommage gravement le destroyer USS Kearny. Le 31, c'est l'USS Reuben James qui est coulé par un sous-marin allemand. Simultanément, un groupe aéronaval composé du porte-avions USS Ranger et de deux cuirassés surveille le débouché du détroit de Danemark (entre l'Islande et le Groenland), susceptible d'être emprunté par des bâtiments de la Kriegsmarine. Si le cuirassé de poche Admiral Scheer n'avait pas été victime d'une avarie de machines, on aurait probablement assisté à un premier engagement naval germano-américain, plus d'un mois avant l'attaque japonaise. Le président Franklin Delano Roosevelt se refuse cependant à pousser les choses à l’extrême ; le plus souvent, il néglige de faire parvenir à la Marine américaine les interceptions des messages de la machine Enigma transmises par les services britanniques.

#### Le conflit
Mais, lors de l'attaque de Pearl Harbor, la Marine n'avait toujours que six porte-avions opérationnels (8 tout compris au 31 décembre 1941 avec le CV-1 Langley comme transport d'avions) et engagea les campagnes du Pacifique contre la marine impériale japonaise avec un handicap certain.
Les cuirassés de la Flotte du Pacifique étant coulés ou très sérieusement endommagés, l'US Navy dut concevoir une stratégie originale avec les moyens qui restaient à sa disposition. Les porte-avions devenant de facto le navire capital.
Le « Silent Service », le service silencieux des sous-marins américains, qui ne représentent que 2 % de l'US Navy et dont la tactique reposait sur la discrétion, a déploré la perte totale de 66 unités dont 43 du fait des forces japonaises. ont eu un rôle important et assez méconnu en étranglant l'économie japonaise.
Ils intervinrent dès le début des opérations, alors que les Japonais étaient les maîtres du Pacifique. De concert avec les sous-marins britanniques et néerlandais, les 289 sous-marins américains coulèrent 1 178 navires marchands soit 4 800 000 tonnes et 201 bâtiments de guerre (dont 8 porte-avions, 15 croiseurs, 45 destroyers, 25 sous-marins) pour la perte de 52 unités en lançant un total de 14 748 torpilles, lesquelles étaient jusqu'en mi-1943 en grande partie défectueuses. Ainsi la flotte marchande de l'empire du Japon qui était de six millions de tonneaux en 1941 était réduite à 312 000 tonneaux à la capitulation en 1945,.
| Ordre de bataille de l'US Navy     |                   |                                     |                    |
| Équipements principaux             | septembre 1939    | décembre 1941                       | août 1945          |
| Cuirassés                          | 12                | 15                                  | 23                 |
| Porte-avions de combat             | 5                 | 7                                   | 40                 |
| Porte-avions d'escorte             | 0                 | 0                                   | 88                 |
| Croiseurs                          | 34                | 37                                  | 92                 |
| Destroyers                         | 160               | 231                                 | 558                |
| Destroyers d'escorte               | 0                 | 0                                   | 519                |
| Frégates                           | 0                 | 0                                   | 98                 |
| Sous-marin                         | 105               | 106                                 | 269                |
| Patrouilleurs de lutte ASM         | 102               | 102                                 | 1 607              |
| Dragueur de mines                  | 56                | 56                                  | 576                |
| Bâtiments amphibies                |                   |                                     | 967                |
| Barges et péniches de débarquement |                   |                                     | 45 810             |
| Navires divers                     |                   | 335 (patrouilleurs à barges inclus) | 84                 |
| Aéronavale                         |                   | 3 437                               | 40 912             |
| dont avions de combat              |                   | 1 774                               | 29 125             |
| Tonnage Combat                     | 1,6 million de t. | 2 millions de t                     | 5,1 millions de t. |
| Tonnage Auxiliaires                | 1,6 million de t. | 1,9 million de t                    | 6,6 millions de t. |
| Effectifs                          |                   | 358 021                             | 4 031 097          |
| dont USMC                          |                   | 54 359                              | 476 582            |
| dont USCG                          |                   | 1 923                               | 171 192            |

La puissance industrielle des États-Unis se fait sentir massivement en 1943. Au total, la marine met en service 10 cuirassés rapides, 17 porte-avions lourds de classe Essex, 9 porte-avions légers de classe Independence, 74 porte-avions d'escorte et elle affiche une supériorité quasi absolue dans le domaine des bâtiments de débarquement, du train d'escadre ou du génie avec les Seabees.
Le 2 septembre 1945, l'US Navy avec 70 % du tonnage mondial dispose de 95 porte-avions et de plus de 41 000 avions, ce fut le summum de sa puissance.

#### Pertes
Au total, les pertes se sont élevées à 36 950 marins et 19 733 Marines tués et 37 778 marins et 68 207 Marines blessés ; les pertes humaines à bord des porte-avions américains (hors celles des avions perdus en vol) ont été de 4 636 morts et 4 068 blessés. Au moins 488 navires de l'US Navy de tout type furent détruits durant ce conflit et 16 512 avions détruits :
Pertes en navires (navires non réparés, toutes causes confondues) :

(On notera que tous les navires capitaux (cuirassés et porte-avions d'escadre) furent coulés en 1941-1942)
- 2 cuirassés : USS Arizona (BB-39), USS Oklahoma (BB-37) ;
- 4 porte-avions d’escadre : USS Hornet (CV-8), USS Lexington (CV-2), USS Wasp (CV-7), USS Yorktown (CV-5) ;
- 1 porte-avions léger : USS Princeton (CVL-23) ;
- 6 porte-avions d’escorte : USS Block Island (CVE-21), USS Liscome Bay (CVE-56), USS St. Lo (CVE-63), USS Gambier Bay (CVE-73), USS Ommaney Bay (CVE-79), USS Bismarck Sea (CVE-95) ;
- 7 croiseurs lourds : USS Astoria (CA-34), USS Chicago (CA-29), USS Houston (CA-30), USS Indianapolis (CA-35), USS Northampton (CA-26), USS Quincy (CA-39) et USS Vincennes (CA-44) ;
- 3 croiseurs légers : USS Atlanta (CL-51), USS Helena (CL-50) et USS Juneau (CL-52) ;
- 70 destroyers (+ 1 capturé et 10 sérieusement endommagés non réparés à la fin de la guerre) ;
- 11 destroyers d’escorte (+ 1 sérieusement endommagé non réparé à la fin de la guerre) ;
- 52 sous-marins ;
- 3 mouilleurs de mines ;
- 6 dragueurs de mines rapides (+ 5 sérieusement endommagés non réparés à la fin de la guerre) ;
- 15 dragueurs de mines ;
- 8 canonnières (+ 1 capturée) ;
- 3 ravitailleurs de sous-marins ;
- 3 navires de sauvetage ;
- 3 transports d’hydravions ;
- 7 pétroliers ;
- 10 transports de troupes ;
- 11 transports rapides ;
- 6 cargos ;
- 10 remorqueurs ;
- 7 autres navires auxiliaires ;
- 10 grands navires des United States Coast Guard ;
- 37 Landing Ship Tank ;
- 6 Landing Ship Medium ;
- 3 Landing Ship Medium (Rocket) ;
- 2 petits transports côtiers ;
- 1 grand patrouilleur ;
- 5 patrouilleurs côtiers ;
- 13 chasseurs de sous-marins ;
- 3 petites canonnières ;
- 20 dragueurs de mines auxiliaires ;
- 3 petits cutteurs des garde-côtes chasseurs de sous-marins.

### La guerre froide

#### Démobilisation après 1945
Le 2 septembre 1945, lors de la capitulation du Japon, l’US Navy, avec ses 98 porte-avions et ses 40 000 avions, constitue 70 % du tonnage mondial. En l’espace d’un an, le nombre de porte-avions est réduit à 23 et celui des avions à 14 637. L’aviation embarquée est guettée par une obsolescence rapide, tandis que les USAAF étaient entrées dans l’ère de l’aviation à réaction et du bombardement stratégique nucléaire… lequel ne ferait qu’une bouchée des porte-avions, ces mastodontes démodés. L’administration Truman partage ce point de vue et fait voter le National Security Act en 1947.
L’année suivante, le premier secrétaire à la Défense, l’amiral James Forrestal bataille pour imposer la construction de quatre « super porte-avions », dont le premier serait l’USS United States de 65 000 tonnes, alors que le nombre de navires en ligne passé de 1 194 à 267 et celui des porte-avions de 98 à 15. L’opposition de l’US Air Force, qui met en avant son bombardier intercontinental B-36 Peacemaker, met fin à la construction (commencée 4 jours plus tôt) de l’United States le 23 avril 1949. Par contre, trois porte-avions de 45 000 tonnes de la classe Midway sont construits : le Midway, le Franklin D. Roosevelt et le Coral Sea, ainsi quelques croiseurs antiaériens de 13 000 à 17 000 t. ainsi que plusieurs destroyers et escorteurs. Les principales améliorations par rapport à la classe Essex sont un pont d’envol renforcé faisant partie intégrante de la superstructure et l’embarquement des premiers jets, comme le FH-1 Phantom, opérationnel en 1947.

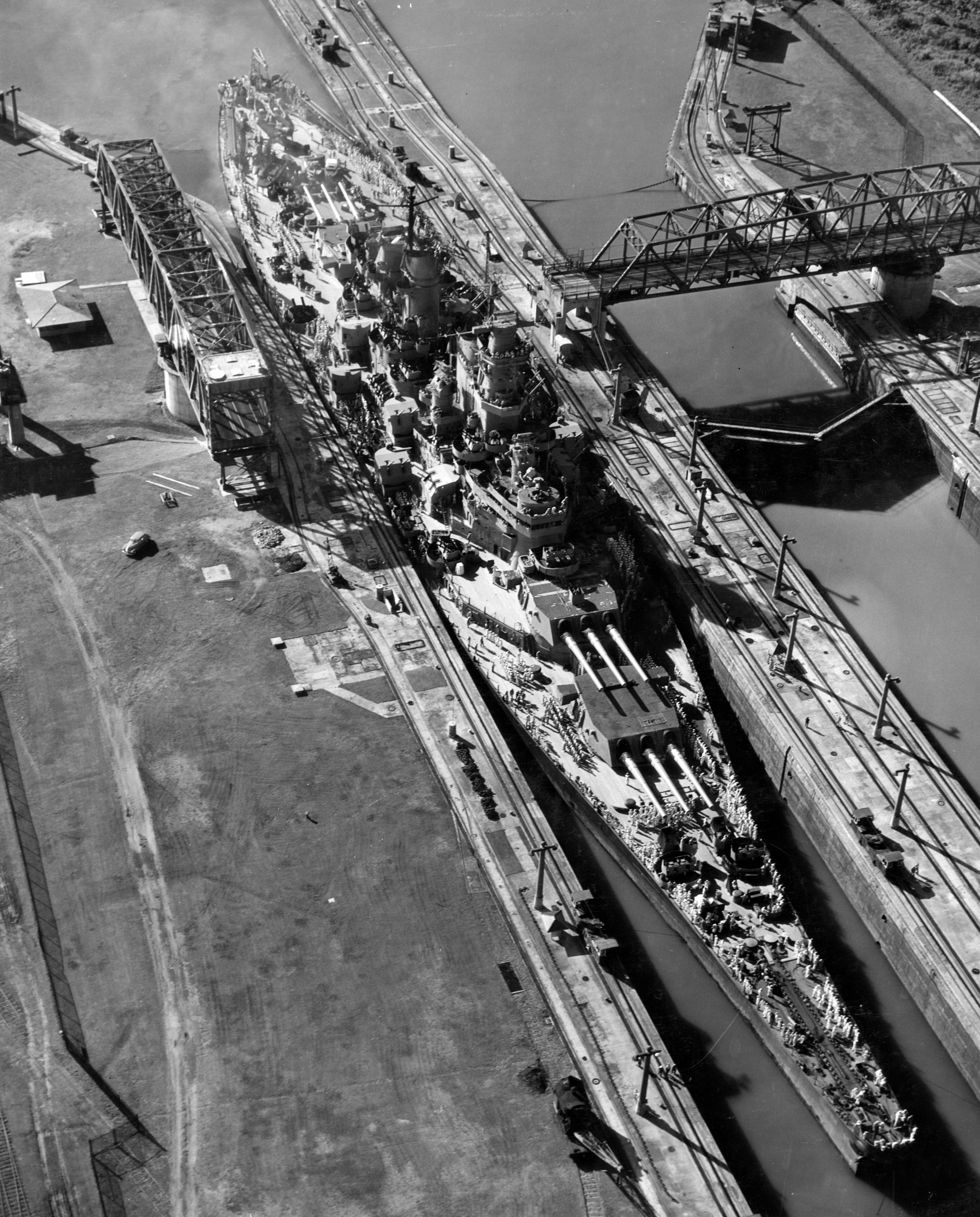
Le de traversant le canal de Panama le 13 octobre 1945 ; les navires de guerre américains sont prévus pour pouvoir utiliser cette voie de communication vitale pour le déploiement de leur flotte. Seuls les porte-avions géants échappent à cette règle depuis les années 1960.

Dès la Seconde Guerre mondiale terminée, on assista à une démobilisation très rapide des forces américaines. Pour la Marine, on désarma 607 gros navires dont quasiment tous les cuirassés et 1 233 unités légères dont plusieurs centaines sont mises en réserve sous « cocon », c'est la 16e flotte, mouillée dans sept baies de la côte est des États-Unis.
La flotte active se résume à la fin des années 1940 à deux grands ensembles :
- Flotte de l'Atlantique : 12 porte-avions, 1 navire de ligne, 16 croiseurs, 79 destroyers et 35 sous-marins.
- Flotte du Pacifique : 8 porte-avions, 1 navire de ligne, 15 croiseurs, 79 destroyers et 35 sous-marins[40].

L'ensemble reste imposant et les navires beaucoup plus puissants qu'au début de la décennie.

#### La guerre de Corée

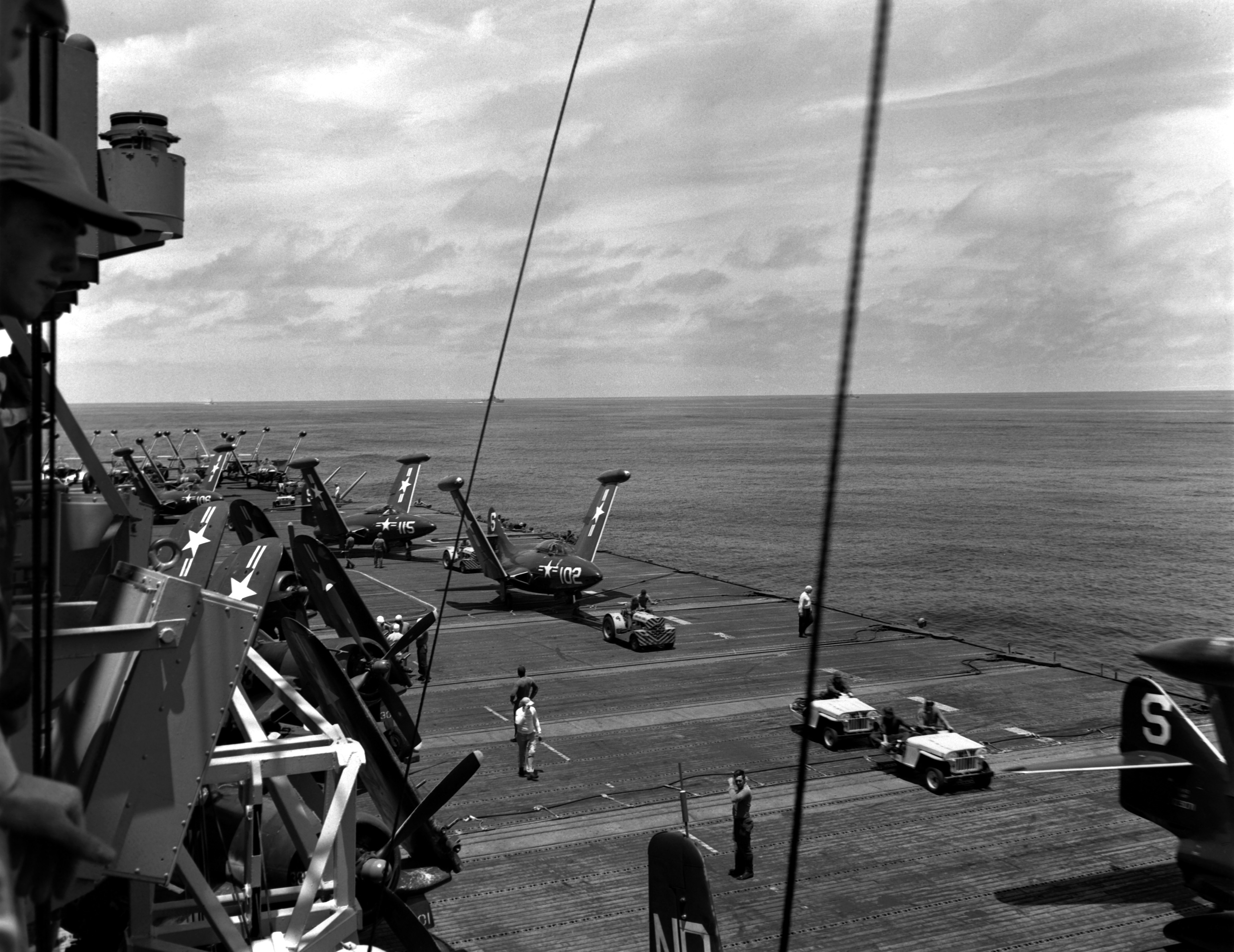
De l'avant à l'arrière plan, des F9F Panther et des Corsair sur le pont de l' (1950).

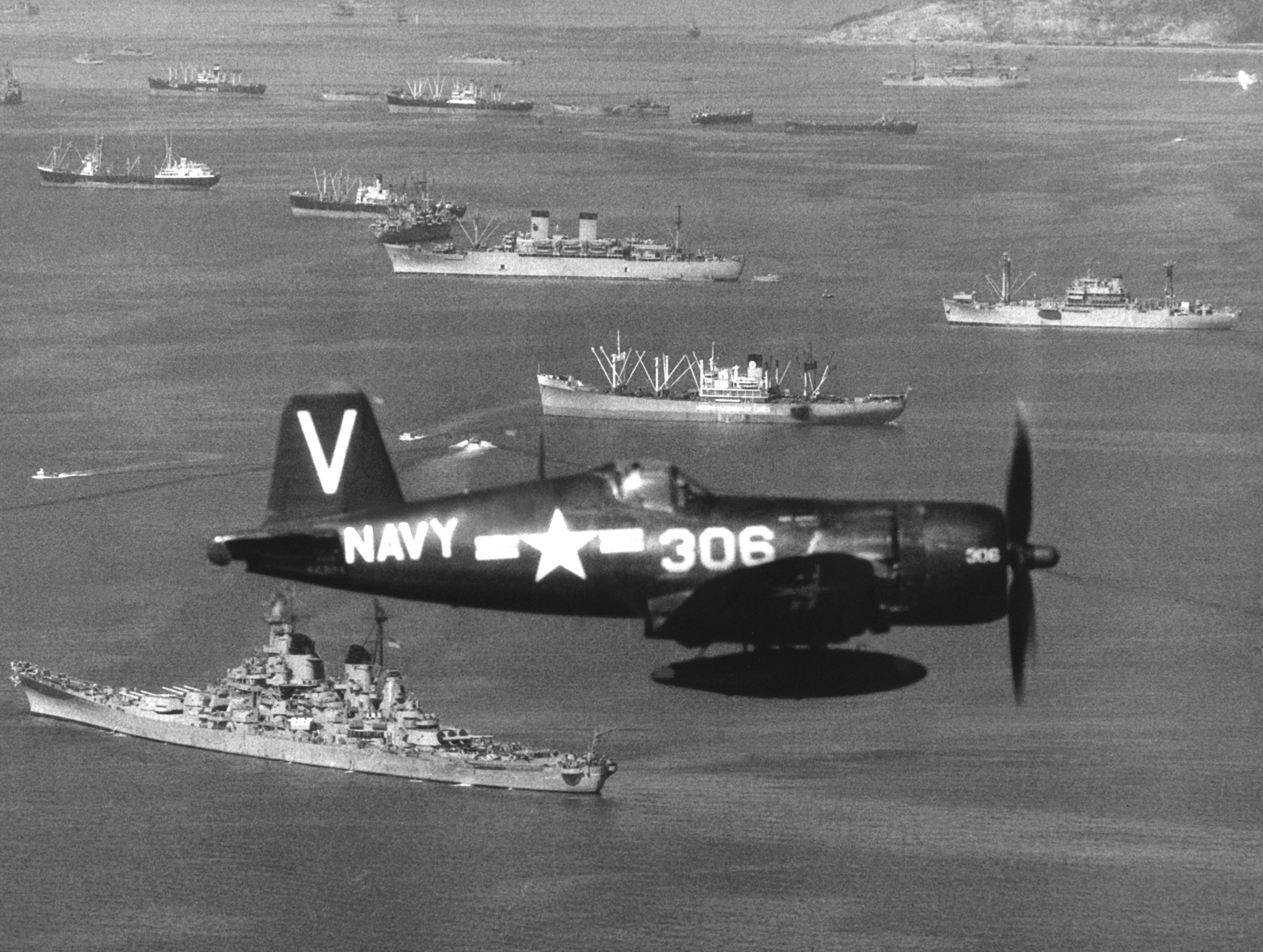
Un Corsair du USS Philippine Sea (CV-47) survolant le cuirassé au large d'Incheon (15 septembre 1950).

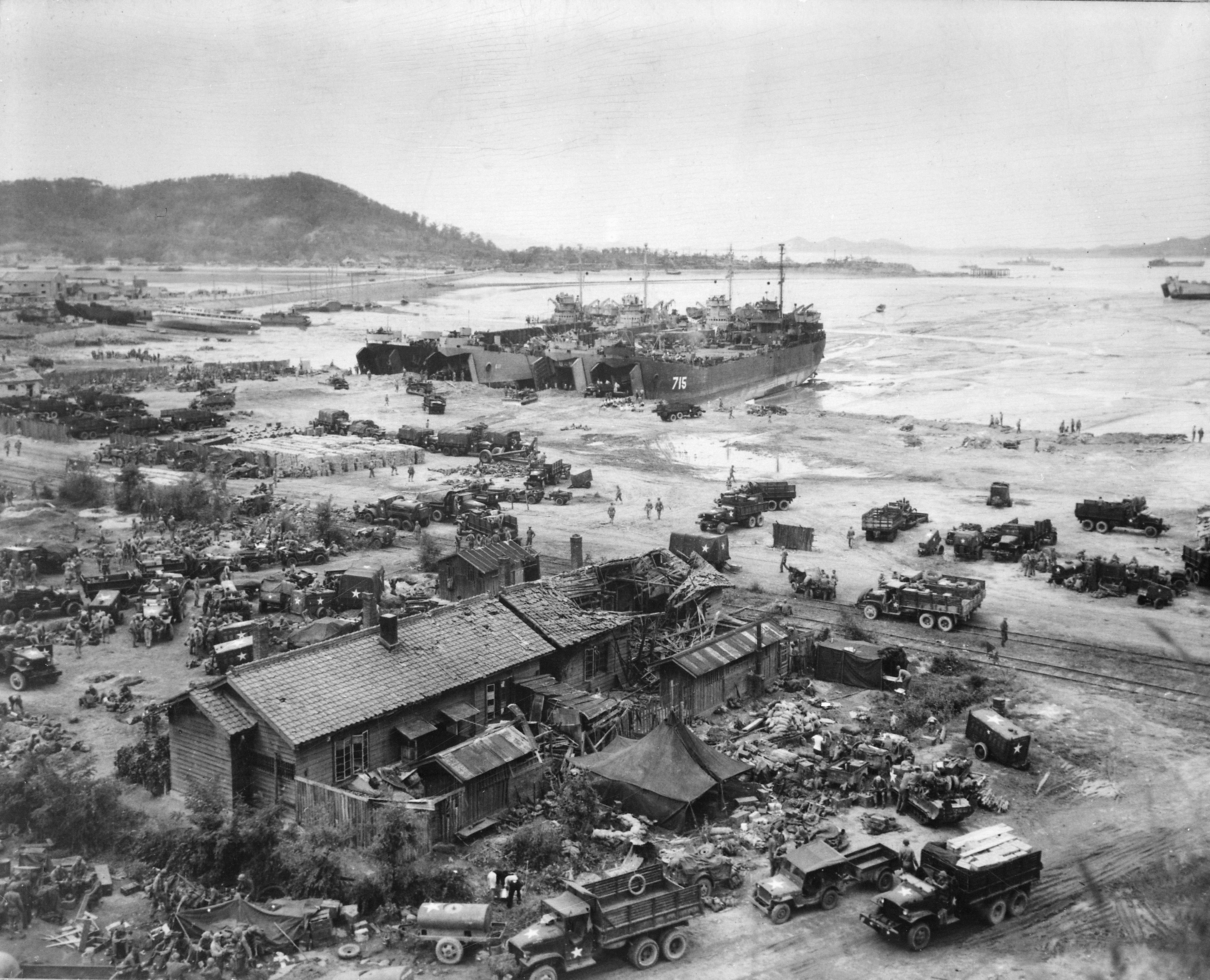
Débarquement allié à Incheon (15 septembre 1950).

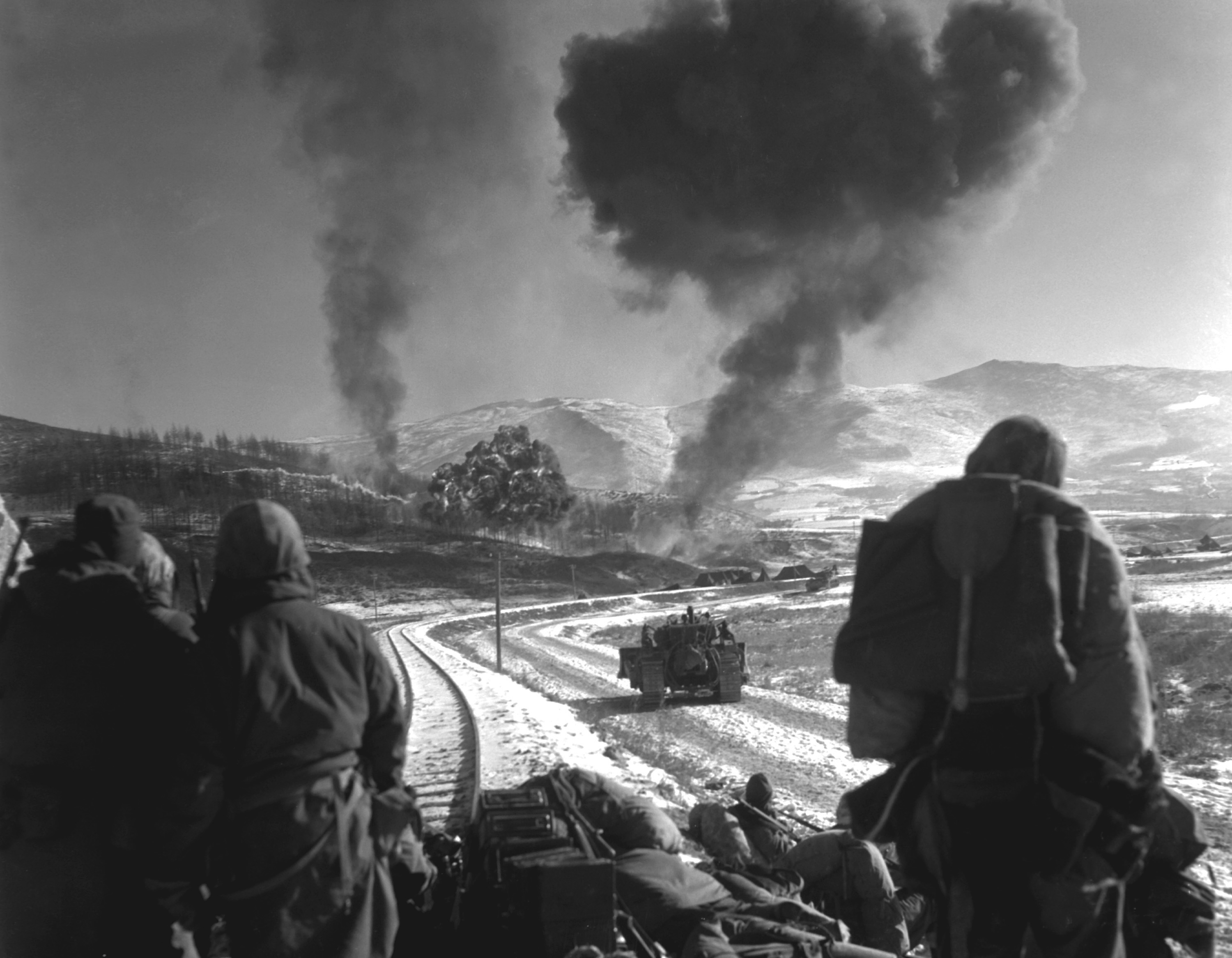
En Corée, l'appui aérien rapproché de l'aviation embarquée rend de nombreux services à une armée de terre des États-Unis peu mobile dans une Corée principalement montagneuse.

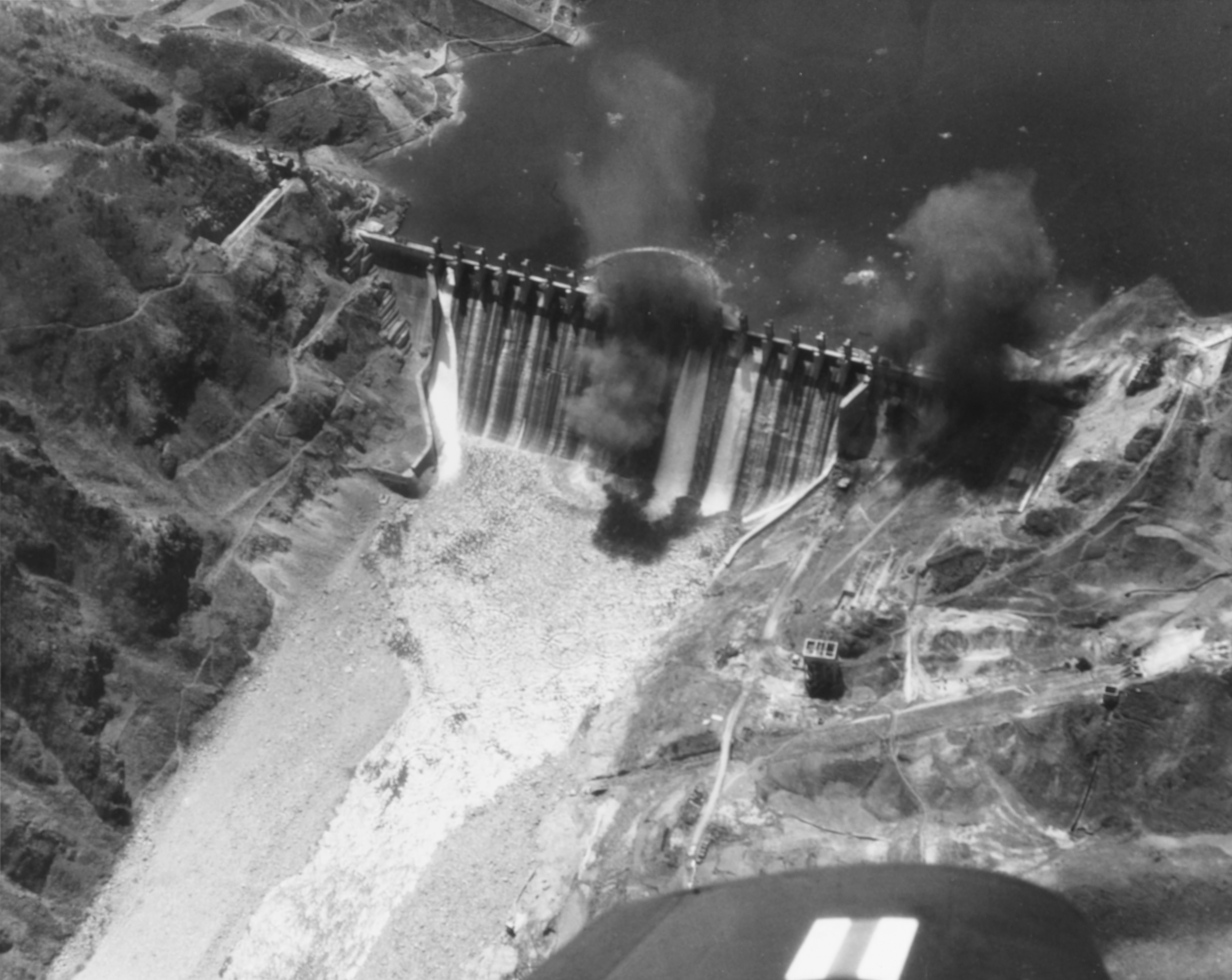
L'interdiction aérienne comprend le torpillage du barrage d'Hwachon par huit AD Skyraider du (1er mai 1951).

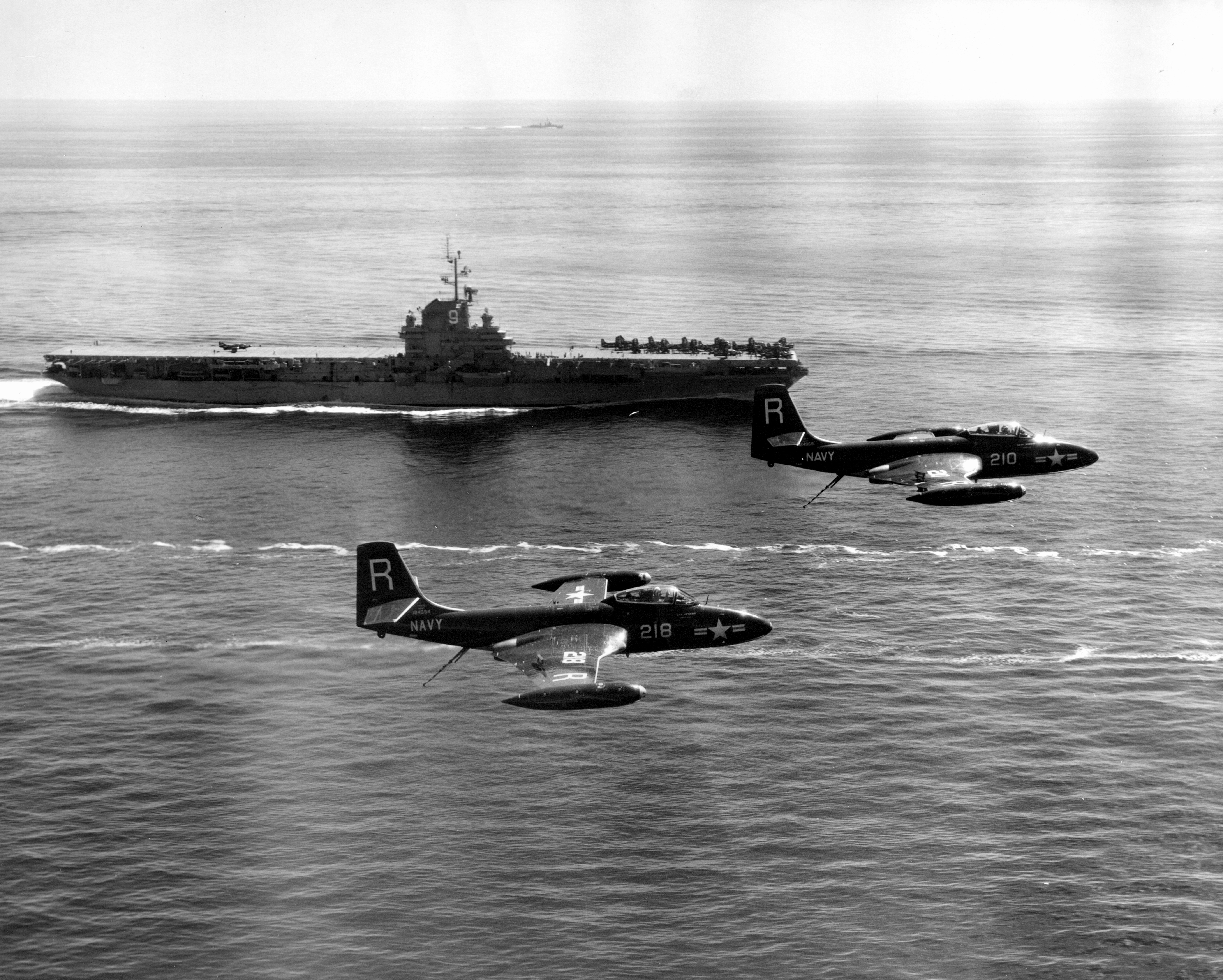
Deux F2H Banshee au-dessus de l' (1951-1952).

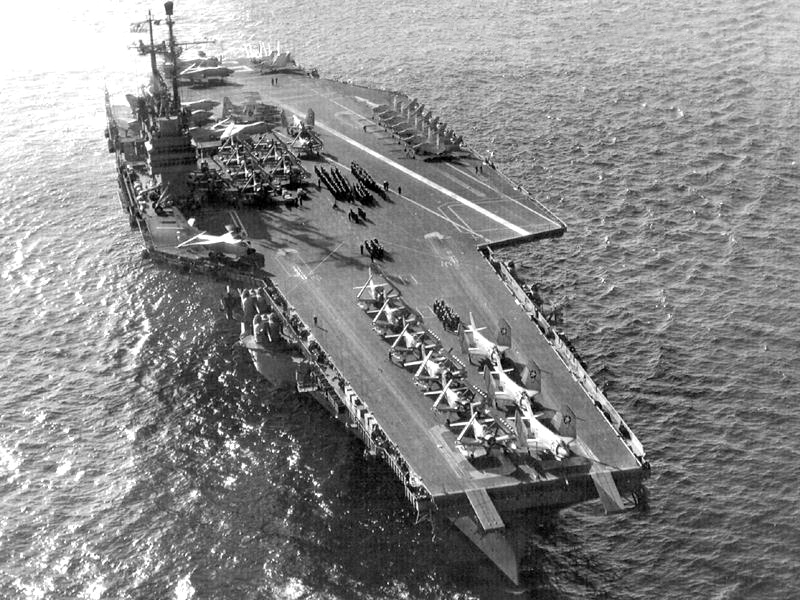
À la suite de l’expérience de Corée, l’, premier « super porte-avions » conçu spécialement pour les jets est mis en service en 1955.

L'offensive de la Corée du Nord communiste sur la Corée du Sud qui débute le 25 juin 1950 est une surprise pour les gouvernements occidentaux et la réaction initiale des États-Unis qui avaient démobilisé leur gigantesque appareil militaire après 1945 est assez désordonnée et brouillonne, envoyant les maigres unités disponibles qui occupaient alors le Japon sous la direction de MacArthur. À la différence des grandes batailles aéronavales de la Seconde Guerre mondiale, la guerre de Corée (et les conflits futurs) voient un changement dans le rôle des porte-avions. En Corée, ces derniers servent essentiellement de bases aériennes flottantes, hors de portée des forces ennemies. L’aviation embarquée sert, non à attaquer la flotte ennemie, mais à détruire des cibles terrestres, venant en aide aux troupes au sol.
Deux porte-avions, l'USS Valley Forge de classe Essex et le britannique HMS Triumph sont envoyés en urgence sur les côtes ouest de Corée, en mer Jaune, pour tenter de soutenir la maigre armée sud-coréenne écrasée par les blindés de l'armée populaire de Corée. Le Valley Forge lance le premier raid aérien depuis un porte-avions de ce conflit le 3 juillet 1950 : 36 avions (dont 8 jets F9F Panther) sur Pyongyang, suivi par 21 avions du Triumph sur un aérodrome de Haeju. Le jour suivant, des attaques aériennes sont lancées contre des ponts situés dans la même zone. Les deux porte-avions, désignés TF 77, se déplacent sur la côte est, en mer du Japon, et soutiennent le 18 juillet le débarquement de troupes à Pohang tout en détruisant une raffinerie de pétrole à Wonsan.
Le 22 juillet, leur aviation embarquée débute de nombreuses opérations d’appui aérien rapproché. En août 1950, le Triumph joint la TF 91 britannique, tandis que USS Philippine Sea vient renforcer la TF 77. Au même moment est créée le Task Group 96.8, composé des porte-avions d'escorte USS Sicily et USS Badoeng Strait, embarquant des chasseurs et des bombardiers des Marines, tandis que la situation se dégrade : l'armée populaire de Corée occupe 75 % du territoire et les forces alliés sont confinées dans le périmètre de Pusan.
Les pilotes de l’US Navy et des Marines effectuent 8 800 sorties aériennes (dont 6 500 par des Corsair, 1 600 par des AD Skyraider et 700 par des F9F Panther) pour défendre les troupes alliées retranchées à Pusan.
Du 6 au 21 septembre, l’US Navy et la Royal Navy appuient avec les porte-avions Badoeng Strait, USS Boxer (remplacé le mois suivant par le Leyte), Valley Forge, Sicily, Philippine Sea la victoire décisive à Incheon, sur la côte ouest de la Corée du Sud en effectuant 3 200 sorties aériennes puis en octobre, avec le cuirassé Missouri et le porte-avions HMS Theseus (en) (remplaçant leTriumph) les forces de l'ONU engagées au-delà du fleuve Yalou en collaboration avec l'USAF et les unités de chasse du Commonwealth.
Du 9 au 21 novembre, les avions du Valley Forge et du Philippine Sea détruisent des ponts sur la rive nord-coréenne du Yalou et leurs F9F Panther abattent 3 MiG-15. Durant la période janvier-mai 1951, les appareils des porte-avions passent graduellement du rôle d'appui aérien à celui d’interdiction aérienne contre des objectifs dans la profondeur autour du 38e parallèle nord (essentiellement des ponts et des voies de chemin de fer). Plus de 33 000 sorties sont effectuées, qui entraînent la perte de 69 Corsair, 8 AD Skyraider, 4 F9F Panther et 2 F7F Tigercat.
Plusieurs de ces missions sont restées célèbres. À partir du 23 mars 1951, le USS Princeton lance une série d’attaques par AD Skyraider afin de détruire des ponts entre Kilchu et Songjin, qui durent un mois sous le commandement du lieutenant commander Harold Carlson et seront connues en tant que « Battle of Carlson's Canyon ». Le 30 avril 1951, 6 AD Skyraider et 5 Corsair du Princeton bombardent le barrage d’Hwachon sans dommages mais, le jour suivant, 8 AD Skyraider et 12 Corsair sont plus chanceux en utilisant d’anciennes torpilles de la Seconde Guerre mondiale, empêchant les forces chinoises d’utiliser le barrage pour inonder des zones stratégiques de Corée du Sud.
Au début de 1951, ce conflit était encore secondaire pour la politique étrangère des États-Unis focalisée sur la menace soviétique en Europe. L'US Navy n'avait alors déployé sur zones que trois porte-avions de classe Essex dotés d'appareils d'attaque à moteurs à piston vétérans de la guerre du Pacifique alors que le Sixième flotte américaine en Méditerranée avait 3 porte-avions de 45 000 tonneaux, les Midway, Coral Sea et Franklin D. Roosevelt, embarquant des bombardiers North American AJ-1 Savage ayant la capacité d'utiliser des armes nucléaires.
Alors que la guerre progresse, les porte-avions américains et alliés effectuent des rotations dans la zone de combats, comme l’USS Bataan, l’USS Bon Homme Richard, l’HMS Glory et l'HMAS Sydney. C’est à ce moment que les avions à pistons de la Seconde Guerre mondiale (Corsair et le AD Skyraider), qui représentaient un tiers des sorties au début de la guerre de Corée, cohabitent avec des jets, qui représenteront la moitié des sorties à la fin du conflit.
Lorsque l’USS Essex entame son tour au sein de la TF 77 en août 1951, il embarque le tout nouveau F2H Banshee, emportant plus de bombes que le F9F Panther. Le 25 août 1951, pour la 1re fois, 12 F2H Banshee et 11 F9F Panther de l’US Navy embarqués sur l’Essex escortent 35 bombardiers B-29 de l’US Air Force pour un raid sur Rashin, à seulement 27 km de la frontière de l'Union soviétique. De même, le 8 octobre 1951, des F2H Banshee de l’USS Kearsarge escortent à nouveau des B-29 pour un raid sur Kowan, aidés par des avions du Princeton et de l’Essex. Le 30, 20 avions de l’Essex et 20 autres de l’USS Antietam attaquent simultanément Kapsan, où se tient une réunion du Parti communiste nord-coréen, tuant 500 membres.
Plus tard dans le déroulement de la guerre, les officiels américains réalisent que des frappes aériennes plus agressives sont nécessaires. Ils commencent à approuver des raids sur les infrastructures industrielles et militaires en Corée du Nord, tel celui du Modèle:Datet-, mené conjointement par les avions embarqués de la TF 77, des marines et de l’US Air Force contre 4 centrales électriques à Suiho, Chosin, Fusen et Kyocen, privant le pays de 90 % de sa capacité énergétique. Concernant les infrastructures militaires, des attaques aériennes massives sont menées de juillet à août 1952 contre des garnisons à Pyongyang (plus de 1 200 sorties des avions de l’US Navy, des marines, de l’US Air Force et de l’aviation britannique et canadienne le 11 juillet et 1 400 autres le 29 août), si bien que la capitale nord-coréenne perd tout intérêt militaire pour les Communistes.
D’autres bombardements menés par les avions embarqués de la TF 77 ont lieu à Sindok (27 juillet), à Kilchu (28 juillet), à Changp'yong-ni (20 août) et à Aoji (1er septembre). Enfin, les attaques ciblées sur le champ de bataille débutent en octobre (13 000 sorties) empêchent quasiment l'armée populaire de Corée de mener des offensives majeures.
Durant les six derniers mois du conflit, les missions de close air support augmentent à nouveau, jusqu’à l’armistice du 27 juillet 1953. Au total, 36 porte-avions participent un moment ou un autre à cette première guerre chaude de la guerre froide. Parmi eux, la Royal Navy voit quatre porte-avions légers de Classe Colossus se relever l'un après l'autre dans ce conflit jusqu'en 1952. De leur côté, seulement quatre des quinze porte-avions américains déployés lors du conflit sont engagés simultanément. Cependant, ils totalisent 275 000 sorties (soit seulement 10 000 de moins que durant toute la Seconde Guerre mondiale) avec la perte de 564 avions, dont 8 abattus par des MiG-15.
Par ailleurs, 684 autres avions sont perdus durant les opérations embarquées, dont les accidents de catapultage et d’appontage. Un total de 5 navires (4 chasseurs et dragueurs de mines et un remorqueur) seront coulés durant ce conflit par des mines marines et 87 endommagés par des mines et l'artillerie côtière adverse.
Sans l’important appui aérien apporté par l’aviation embarquée, il est peu probable que les Alliés aient été en mesure de repousser les forces chinoises et nord-coréennes sur le 38e parallèle nord. L’un des effets de l’expérience coréenne est qu’une marine forte est à nouveau appréciée dans les hautes sphères : à la fin de la guerre, le nombre de bâtiments en ligne est passé de 267 à plus de 1 000, avec notamment la remise en service de porte-avions de la Seconde Guerre mondiale.

#### L’ère des missiles

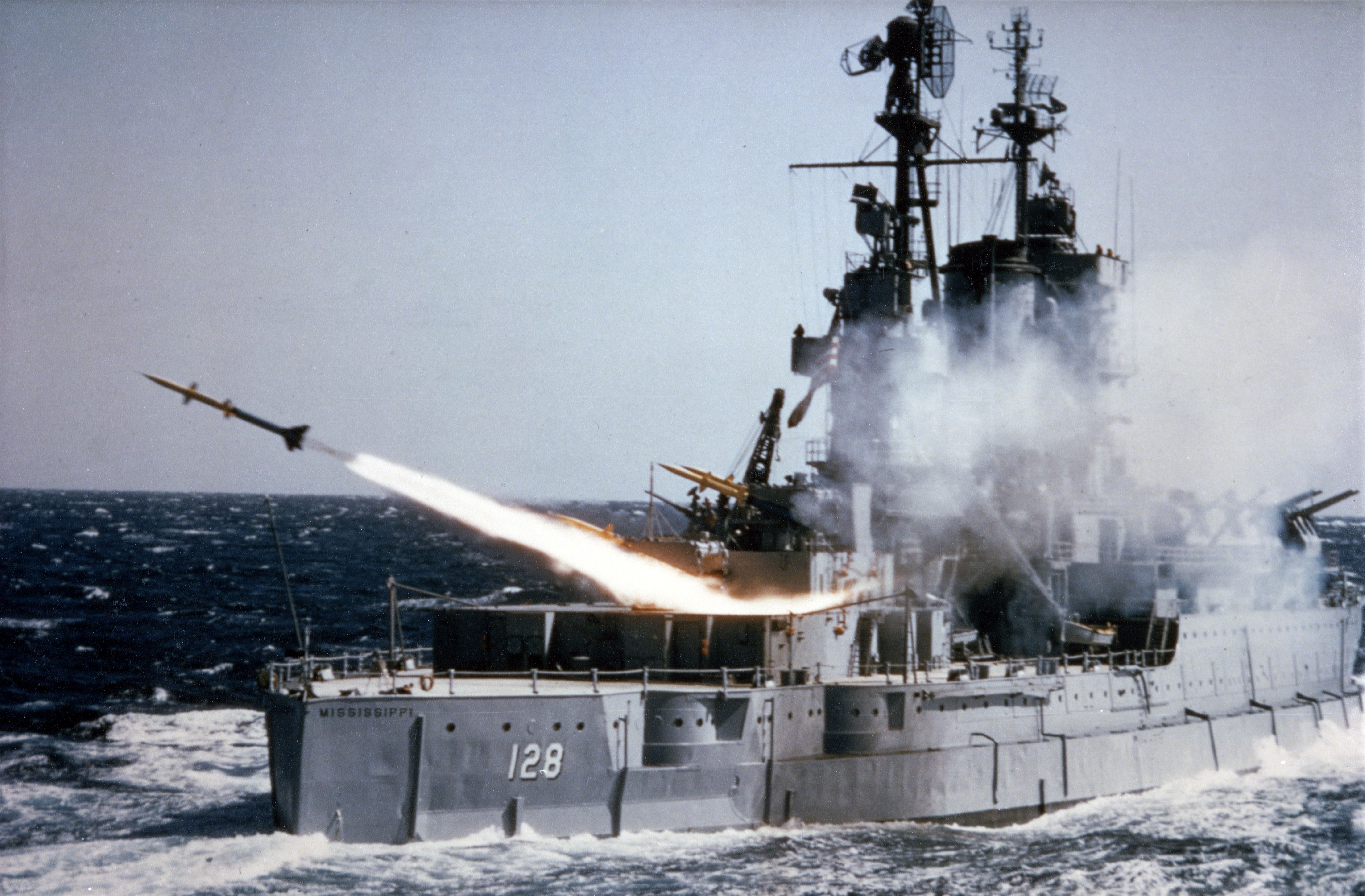
Le cuirassé servant de bâtiment d'essai sous l'immatriculation AG-128, tirant un missile SAM-N-7 Terrier entre 1953 et 1955.

Avec l'avènement de la réaction, les avions de combat deviennent désormais transsoniques et bientôt supersoniques. La menace aérienne pour les forces navales s’accroît en conséquence et l'artillerie antiaérienne classique, même avec télépointage par radar, ne suffit plus à la défense antiaérienne. Les missiles surface-air prennent donc leur essor pour y suppléer.
Le premier tir d'essai de ce nouveau type d'armement a lieu le 28 janvier 1953 avec un SAM-N-7 Terrier (32 km de portée) tiré depuis l'ancien cuirassé USS Mississippi transformé en bâtiment d'essai à partir de 1945. Le croiseur USS Boston (CA-69) remis en service le 1er novembre 1955 sous l'immatriculation CAG-1 devient le premier bâtiment opérationnel à être armé de missiles guidés, sa tourelle arrière de 203 mm ayant été remplacée par deux rampes doubles de Terrier (SAM-N-7).
En matière de missile antinavire, les États-Unis ne les développèrent qu'après l'Europe et l'URSS lorsque ceux-ci furent leurs preuves. Le AGM-84 Harpoon entre à service en 1977.

#### L'ère nucléaire

##### La propulsion

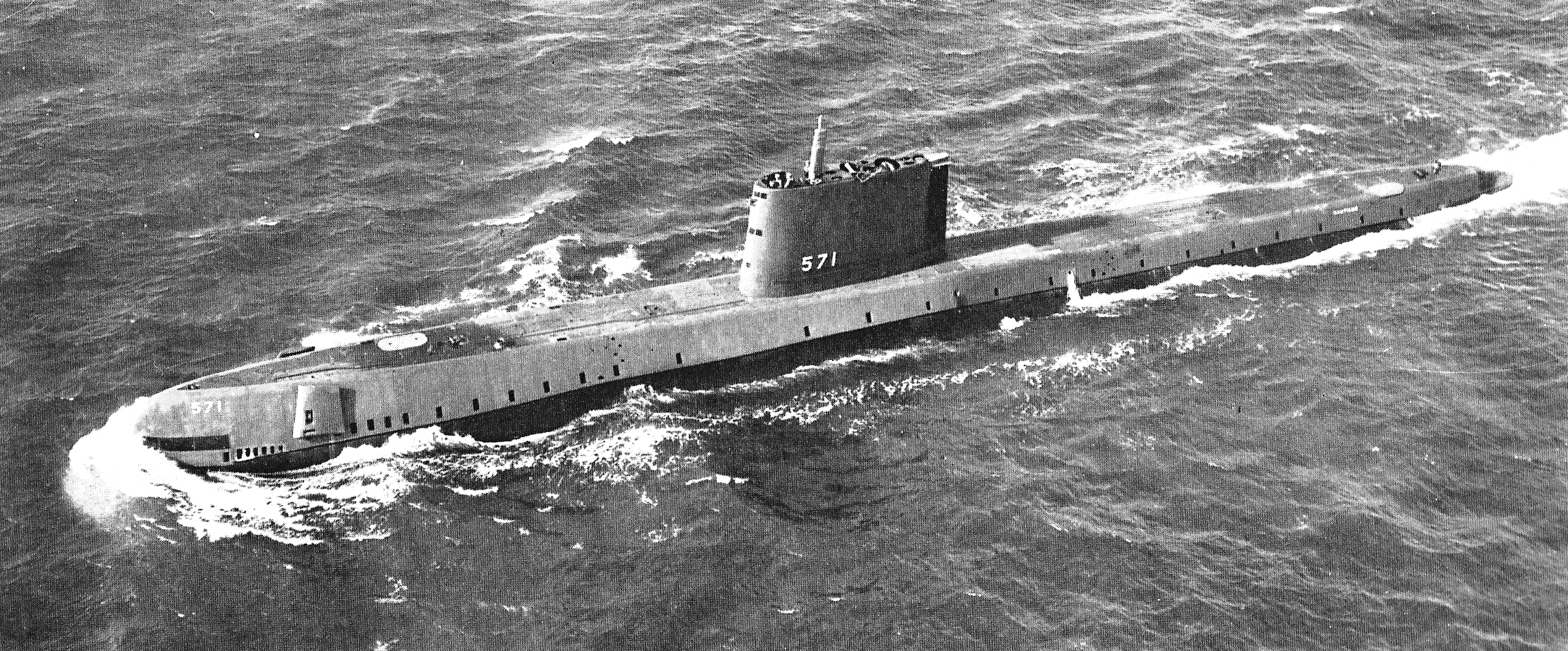
20 janvier 1955, première sortie en mer d'un bateau fonctionnant avec un réacteur nucléaire, le USS Nautilus (SSN-571).

La marine s'intéresse dès 1946 à l'énergie de propulsion fournie par un réacteur nucléaire, permettant de se passer d'un combustible volumineux et lourd, et dotant le bateau ainsi équipé d'une propulsion nucléaire navale d'une autonomie quasi illimitée. Des physiciens (tel Philip Abelson) ayant participé au projet Manhattan développent alors cette nouvelle technologie. Sous la conduite de l'amiral Hyman Rickover, les États-Unis se lancent en 1949 dans un programme qui permet dès 1954 le lancement du sous-marin USS Nautilus (SSN-571).
La grande étape suivante est la construction d'un porte-avions nucléaire : l'USS Enterprise (CVN-65). Sa quille est posée le 4 février 1958 et il entre en service le 25 novembre 1961. Mais le premier bâtiment de surface nucléaire est le USS Long Beach (CGN-9) dont la quille est posée le 2 décembre 1957 dans le chantier naval Fore River de Quincy pour une mise en service le 9 septembre 1961. Il est le prototype des escorteurs à propulsion nucléaire de la marine américaine (et pas seulement pour la propulsion, puisqu'il porte la passerelle du futur Enterprise) dont l'armement principal sera désormais composé d'engins guidés. À son entrée en service, son armement antiaérien est composé de missiles SAM-N-6 Talos (une rampe double - 40 missiles de 96 km de portée) ainsi que de missiles Terrier (deux rampes doubles - 240 missiles de 32 km de portée). Son armement anti-sous-marin se composait d'un lanceur ASROC.
Une petite série de bâtiments d'escorte, croiseurs et grands destroyers, à propulsion nucléaire, allait suivre :
- le USS Bainbridge (CGN-25), nomenclature d'origine DLGN-25, construit également au chantier naval Fore River de Quincy et entré en service en 1962 : il s'agit de la dixième frégate (Destroyer Leader) de la classe Leahy, mais à propulsion nucléaire ; comme les neuf autres frégates, elle est armée de deux rampes doubles de Terrier (80 missiles en tout) et d'un lanceur de missiles de lutte anti sous-marine RUR-5 ASROC.
- le DLGN 35 Truxtun (1964) : c'est la dixième frégate (Destroyer Leader) de la classe Belknap, mais à propulsion nucléaire ; avec pour armement antiaérien des engins guidés (une rampe double de Terrier) et pour armement ASM, un lanceur ASROC.
- les DLGN 36 California (1974) et DLGN 37 South Carolina (1975) : il s'agit de la première série de croiseurs nucléaires, désignation retenue en 1975 pour ces bateaux déplaçant 10 600 t, bien que la série soit limitée à deux unités. Si son armement principal est toujours constitué par des missiles Terrier, ils ne sont plus lancés que par deux rampes simples. Le lanceur d'engin anti-sous-marin ASROC est toujours présent.
- les CGN-38 à 42 (Virginia, Texas, Mississippi, Arkansas, et un dernier, ni nommé, ni construit) de la classe Virginia. Lancés entre 1976 et 1980, ces croiseurs sont une amélioration de la classe California. Ils portent deux rampes doubles de missiles RIM-24 Tartar/Standard MR.

L'US Navy rencontre des difficultés à développer une flotte d'escorteurs océaniques à propulsion nucléaire. Du côté des bâtiments de surface, il y a en effet un certain blocage dans ce mode de propulsion. Par exemple, jusqu'en 1975, l'Enterprise sera le premier et le seul porte-avions nucléaire. Face aux coûts de construction et de mise en œuvre, la marine américaine revient à la propulsion classique pour ses deux porte-avions suivant. Le deuxième porte-avions à propulsion nucléaire, l'USS Nimitz (CVN-68), n'est mis en chantier qu'en 1968, pour n'entrer en service qu'en 1975. Du côté des bâtiments d'escorte, il faut remarquer que, bien souvent, il s'agit de micro-série (deux ou quatre unités) tandis que les Bainbridge et Truxtun n'auront pas de suite. Tous ces grands bâtiments d'escorte à propulsion nucléaire seront retirés du service dans les années 1990 et, hormis les porte-avions, il n'y a plus, dans les années 2010, d'autres bâtiments de surface à propulsion nucléaire.
Dans le domaine des sous-marins en revanche, le sous-marin nucléaire connaîtra un vif succès et, depuis le retrait de service du USS Blueback (SS-581), le 1er octobre 1990, la totalité des sous-marins de combat des États-Unis est à propulsion nucléaire.
En juillet 2007, un total de 200 sous-marins, de 23 porte-avions et croiseurs et un navire marchand (le NS Savannah) à propulsion nucléaire auront été construits aux États-Unis.
Lors du retrait de service de ces bâtiments, leur démantèlement nucléaire s'effectue au Puget Sound Naval Shipyard and Intermediate Maintenance Facility, à Bremerton (Washington) avant leur démolition navale dans des chantiers classiques.

##### L'armement

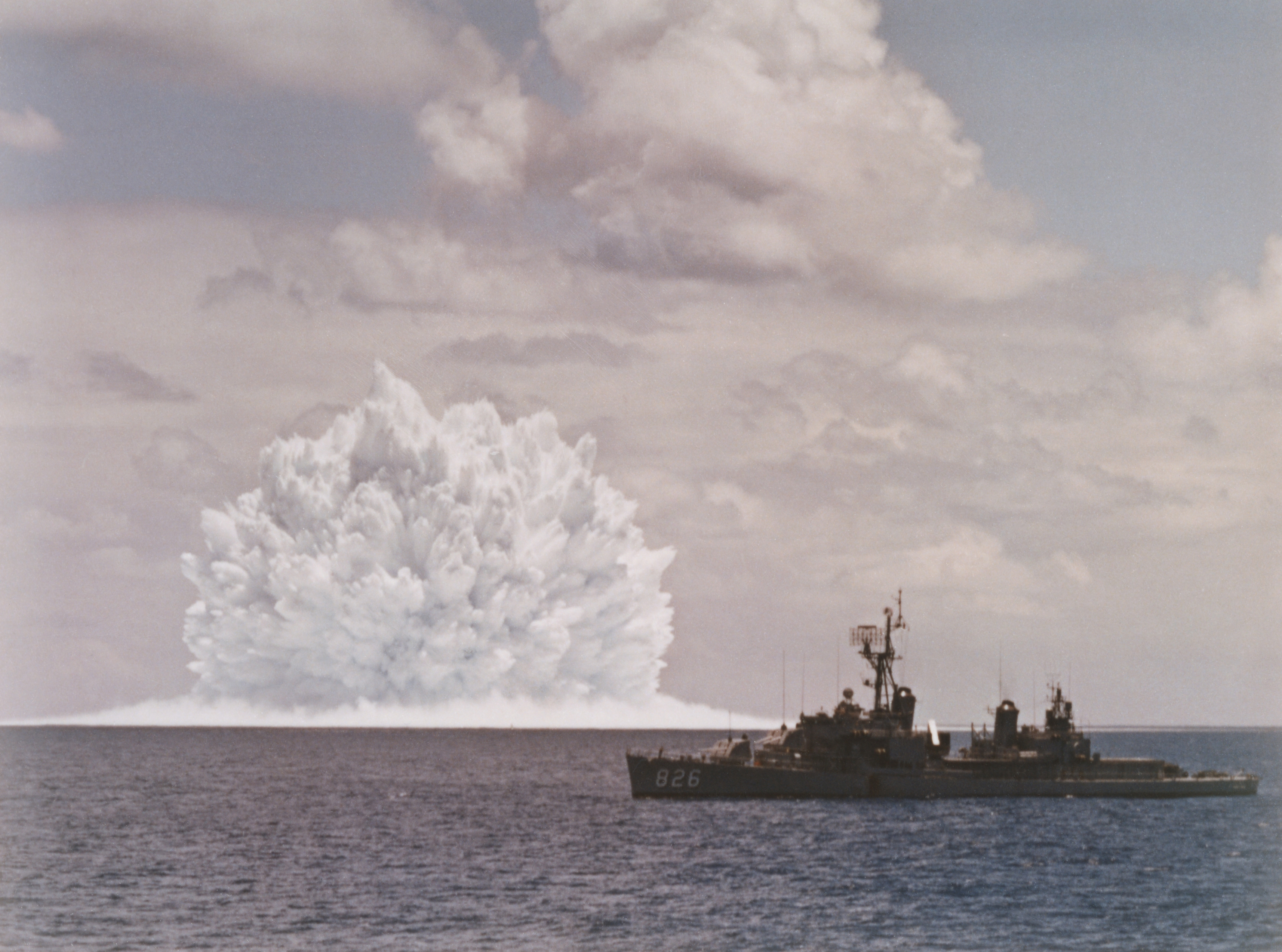
Le destroyer USS Agerholm tirant un RUR-5 ASROC avec une charge de profondeur nucléaire, lors du test Swordfish en 1962.

Concernant l'armement nucléaire, les premières bombes atomiques destinées à l'aéronavale sont embarquées sur des navires à partir de 1954. Elles seront rapidement suivies par une large gamme d'armes nucléaires tactiques allant du missile surface-air à la charge anti-sous-marine.
Les années 1960 voient l'apparition des missiles mer-sol balistiques stratégiques embarqués à bord d'une flotte de sous-marins nucléaires lanceurs d'engins atteignant un maximum de 41 unités dès 1967. Ils deviennent l'un des piliers de la dissuasion nucléaire des États-Unis en raison de leur discrétion. Les États-Unis pendant la majeure partie des années 1970 et les années 1980, ont déployé environ un quart de la totalité de leur stock d'armes nucléaires en mer, essentiellement dans l'Atlantique. Le record date de 1975, quand 6 191 armes sont à flot, mais en 1990, il y avait encore 5 716 armes en mer. Soit plus que la taille de l'ensemble de l'arsenal nucléaire des États-Unis depuis 2007.
Avec la fin de la guerre froide, la décision de retirer unilatéralement les armes nucléaires tactiques embarquées a lieu en 1989 conduisant au retrait des SUBROC la même année, les ASROC et des RIM-2 Terrier sont retirés en 1990. Les bombes pour avions sont débarquées entre 1992 et 1993 et la flotte de SNLE réduite à 14.
Les derniers missiles de croisière BGM-109A Tomahawk Land Attack Missile - Nuclear (TLAM-N) sont retirés du service entre 2010 et début 2013.

#### La guerre du Viêt Nam

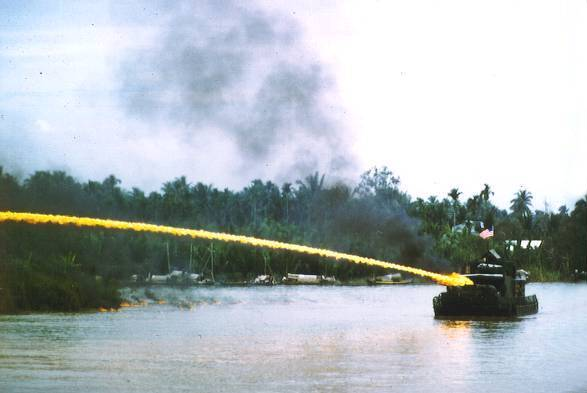
Un monitor de la Mobile Riverine Force utilisant du napalm.

En 1966 et 1968, l'USS Long Beach fut déployé pendant la guerre du Viêt Nam, principalement en piquet Radar, ou il guida de nombreux raids. Ce fut également la première utilisation du missile à longue portée RIM-8 Talos en opération, où le CGN-9 Long Beach abattit 2 Migs. L'USS Chicago fut lui aussi crédité d'un Mig.

##### Brown-water navy
Pour assurer ses missions au Viêt Nam parcourue par de nombreux cours d'eau, la marine américaine mit sur pied une nombreuse marine fluviale baptisée « Brown-water navy » reprenant le concept des Dinassaut de la marine française durant la guerre d'Indochine.
La majorité de cette flotte était englobée dans la Mobile Riverine Force (en) basé à Tân An dans la province du Long An qui appuyé par une brigade de la 9e division d'infanterie américaine et une unité d'hélicoptère patrouillait dans les principales rivières du delta du Mékong, et le déploiement de troupes et de bateaux, dans les opérations d'assaut en profondeur dans les plus étroits ruisseaux et canaux.

##### Les porte-avions durant la guerre du Viêt Nam

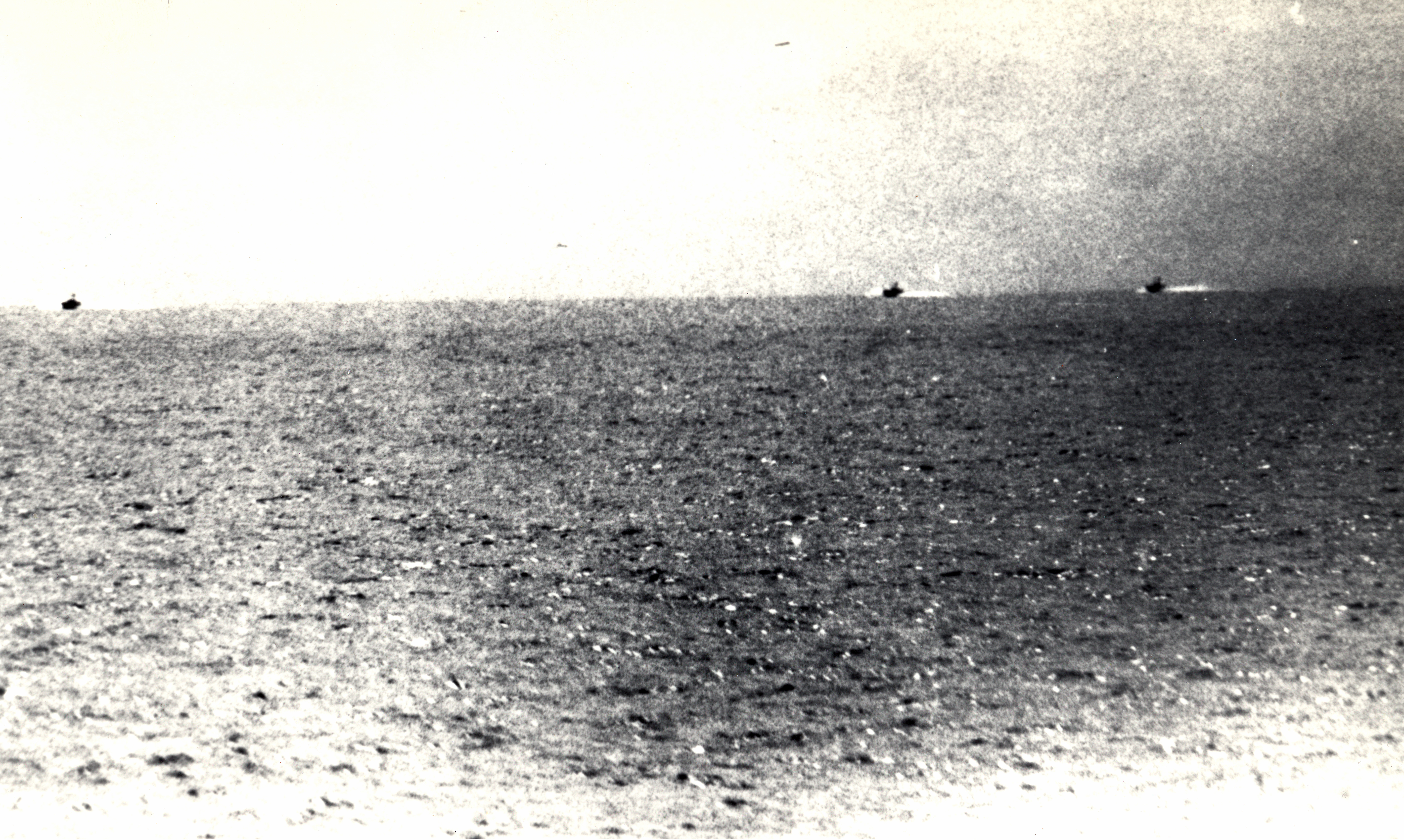
Les incidents du golfe du Tonkin, durant lesquels 3 canonnières nord-vietnamiennes attaquent le destroyer, marquent le début du conflit (2 août 1964).

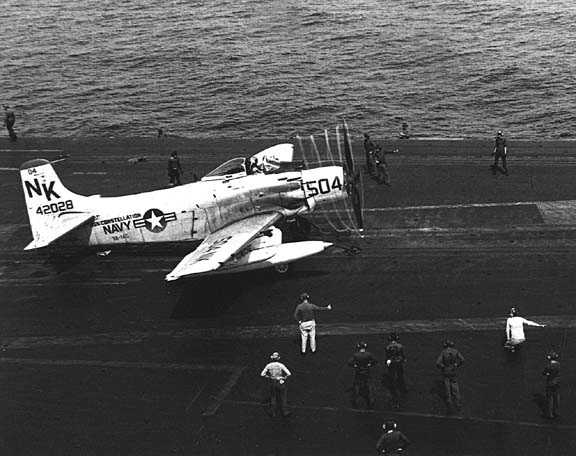
Un AD Skyraider au catapultage de l' aux premiers jours du conflit (10 septembre 1964).

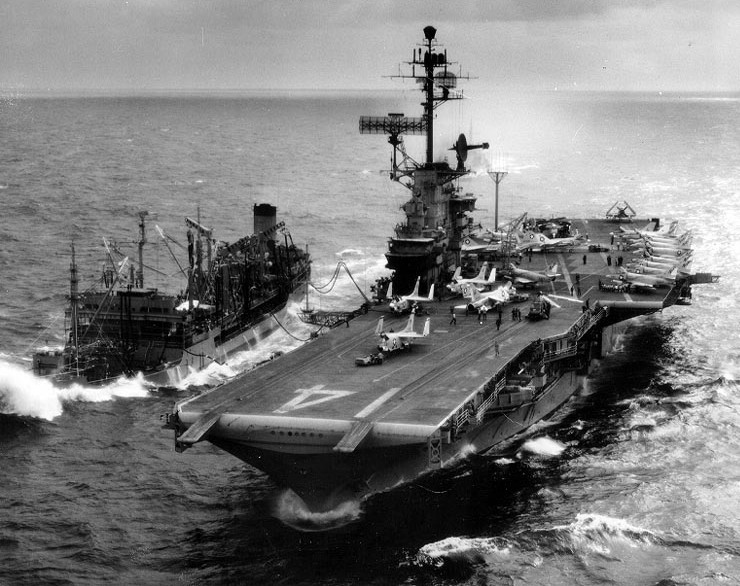
L' se ravitaillant en mer au large du Viêt Nam.

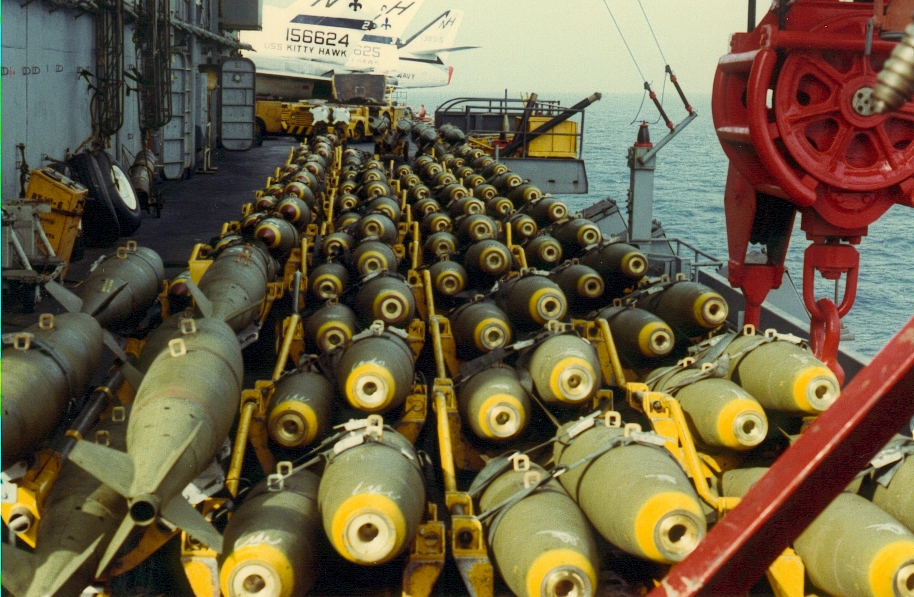
Stock de bombes Mk 82 de 225 kg à bord du (période 1969/1970).

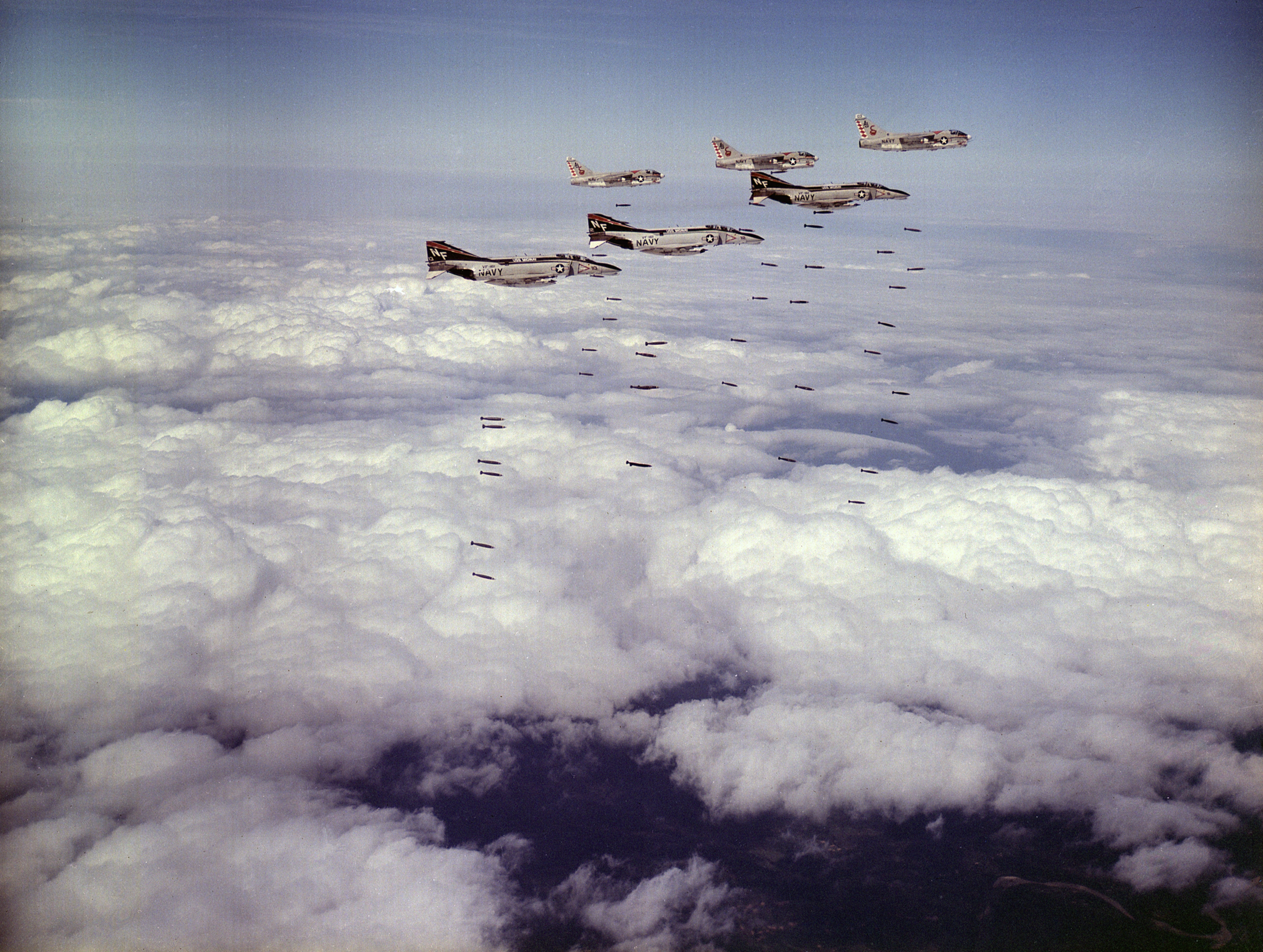
Trois F-4 Phantom de l’ et 3 A-7C Corsair II de l’ larguent des bombes non-guidées (mars 1973).

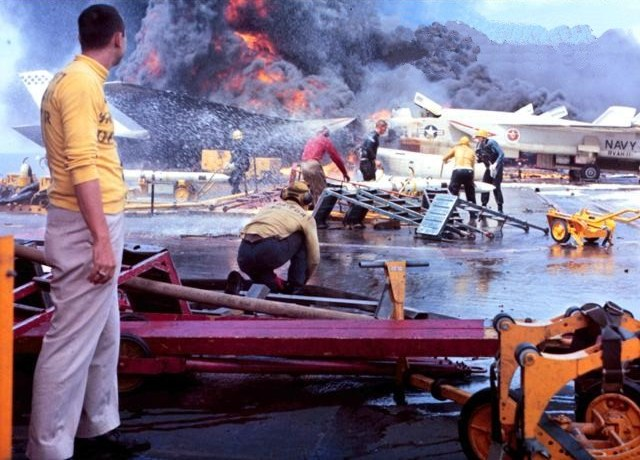
Lutte contre le feu après une explosion sur l'USS Forrestal (29 juillet 1967).

Au début des hostilités, l’US Navy dispose de seize porte-avions et de dix autres qui ont été convertis pour la lutte anti-sous-marine (ASM). Les bâtiments de la Septième flotte américaine qui participent au conflit sont un mélange de porte-avions modernisés de classes Essex (USS Intrepid, USS Ticonderoga, USS Hancock, USS Bon Homme Richard, USS Oriskany, USS Shangri-La) et Midway (USS Midway, USS Franklin D. Roosevelt, USS Coral Sea), comme les porte-avions récents de classes Forrestal (USS Forrestal, USS Saratoga, USS Ranger, USS Independence) et Kitty Hawk (USS Kitty Hawk, USS Constellation, USS America) ou l'USS Enterprise à propulsion nucléaire.
Avant même que les porte-avions soient engagés officiellement, un RF-8 Crusader de reconnaissance est abattu le 6 juin 1964 au-dessus du Laos. Le pilote est capturé mais réussit à s’évader. Le 2 août, 3 canonnières nord-vietnamienne attaquent le destroyer Maddox dans les eaux internationales du golfe du Tonkin. Deux jours plus tard, le Maddox et l’USS Turner Joy auraient été à nouveau attaqués, par les mêmes canonnières. En représailles, le 5 août, 60 avions des USS Ticonderoga et Constellation bombardent à Vinh les installations côtières de la république démocratique du Viêt Nam (ou Nord-Viêt Nam), soutenue matériellement par le bloc de l'Est et la république populaire de Chine (opération Pierce Arrow).
À la suite des incidents du golfe du Tonkin, le Congrès des États-Unis approuve la résolution du golfe du Tonkin le 7 août 1964, qui offre au président Lyndon Johnson la possibilité de « prendre toutes mesures nécessaires pour faire échec au communisme ».
De bien des façons, l’utilisation des porte-avions au Viêt Nam est similaire à celle durant la guerre de Corée. Dans les deux cas, l’aviation embarquée est utilisée pour des missions de type close air support et d’interdiction des lignes de ravitaillement. De même, dans les deux conflits, des restrictions sont placées sur les cibles pouvant être attaquées, si bien qu’au Viêt Nam, la puissance aérienne (basée sur porte-avions ou à terre) est ineffective : de 1965 à 1968, Hanoï et le port d’Hải Phòng sont intouchables. De plus, la plupart des bases aériennes nord-vietnamiennes ne sont pas attaquées avant avril 1967. Les sites de missiles sol-air disséminés dans des zones civiles sont hors-limites jusqu’en 1968, tout comme une zone tampon de 45 km le long de la frontière Nord-Viêt Nam-Chine.
Le 13 février 1965, le président Lyndon Johnson autorise le début de l'opération Rolling Thunder sur des cibles au Nord-Viêt Nam. Les premières attaques Rolling Thunder ont lieu le 1er mars mais sont suspendues le 13 mai pour reprendre 5 jours plus tard. L’intention de démarrer des négociations de paix entraîne un nouvel arrêt le 25 décembre, mais les campagnes de bombardement reprennent le 31 janvier 1966 avec des arrêts jusqu’à la fin 1972. Rolling Thunder est un échec et n’a que pour effet de donner le temps aux troupes communistes de ravitailler leurs troupes. Cette opération est suivie de l’opération Linebacker du 9 mai au 22 octobre 1972 puis de l'opération Linebacker II du 18 au 29 décembre 1972.
Pour les missions de bombardement, le Nord-Viêt Nam est divisé en 7 zones : les zones II, III, IV, and VI-B, le long des côtes nord-vietnamiennes sur le golfe du Tonkin sont assignées à l’US Navy. Deux zones de mouillage des porte-avions sont créées en 1965 : « Yankee Station », au nord et « Dixie Station », au sud, destinée au soutien des troupes au sol au Sud-Viêt Nam.
La guerre du Viêt Nam ne connaît pas d’engagements aériens majeurs, à la différence de la Seconde Guerre mondiale, ni d’importantes attaques comme durant la guerre de Corée. Les plus significatifs mettant en scène l’aéronavale sont les suivants : le 9 avril 1965, un F-4 Phantom du Constellation abat un MiG-17 Fresco chinois au sud d’Hainan, puis est lui-même abattu, vraisemblablement par un tir ami de AIM-7 Sparrow. Le 15 avril 1965, l’aviation embarquée bombarde des positions Việt Cộng au Sud-Viêt Nam. Lors du 1er engagement aérien important du conflit, 2 F-4 Phantom du Midway abattent 2 MiG-17 le 17 juin 1965 de l'armée populaire vietnamienne. Les premières attaques lancées contre la zone VI, à Hanoï et Hải Phòng a lieu en septembre 1965. La première mission Iron Hand réussite contre des batteries de missiles air-sol a lieu le 17 octobre 1965. Le 19 avril 1966, l’aviation embarquée attaque le port de Cam Pha, à 45 km de la frontière chinoise.
Le 29 juin 1966, quarante-six avions, des Constellation et Ranger, attaquent des raffineries de pétrole autour de Hanoï et Hải Phòng. La 1re attaque d’une base aérienne nord-vietnamienne a lieu à Kep (Cambodge) le 27 avril 1967. Des cibles militaires sont attaquées la 1re fois au centre de Hanoï le 20 mai 1967.
Le 28 mars 1970, un F-4 Phantom du Constellation abat un MiG-21. En raison d’une activité aérienne réduite au-dessus du Nord-Viêt Nam, il s’agit de la seule bataille durant la période 1969-1971.
Le 10 mai 1972, le plus important engagement aérien du conflit a lieu. Un F-4J Phantom surnommé « Showtime 100 » du Constellation abat 3 MiG-17, faisant de leurs 2 pilotes les seuls as du conflit pour avoir descendu 5 ou plus avions ennemis. Le même jour, les pilotes de F-4J Phantom de l’US Air Force abattent 3 autres MiG.
Le 12 janvier 1973, un F-4J Phantom du Midway gagne la 61e et dernière bataille aérienne du conflit (contre un MiG-17).
Si les porte-avions américains n'eurent pas à subir d'attaques, des accidents endommagent trois bâtiments, causant plusieurs morts. L'accident de l'USS Oriskany a lieu le 26 octobre 1966 lorsqu'un feu d'un leurre au magnésium se déclenche dans le hangar du porte-avions, naviguant alors au sud de la mer de Chine méridionale causant 44 morts. Un autre incendie, sur le Forrestal se déclenche sur son pont d'envol le 29 juillet 1967 et touche les munitions. Au bout de 8 heures, le bilan est lourd : 132 morts, 2 disparus et 62 blessés. Le 14 janvier 1969, à bord de l'USS Enterprise, une roquette Mk-32 Zuni explose, tuant 27 marins, en blessant 34 et détruisant 15 avions. L'Enterprise est réparé à temps pour participer en avril 1975 à l'évacuation aérienne de Saïgon.

#### La guerre des Six Jours
Plusieurs bâtiments américains sont déployés en mer Méditerranée lors de la Guerre des Six Jours, menée par Israël en Égypte, mais n'y participent pas. C'est au cours de ce conflit qu'a lieu notamment l'incident de l'USS Liberty, navire attaqué par l'armée de l'air israélienne et qui perd plusieurs dizaines de ses marins lors de l'assaut. La version officielle décrit une erreur d'identification de la cible par les Israéliens mais les survivants affirment que la longue attaque était consciente.

#### Les années 1980

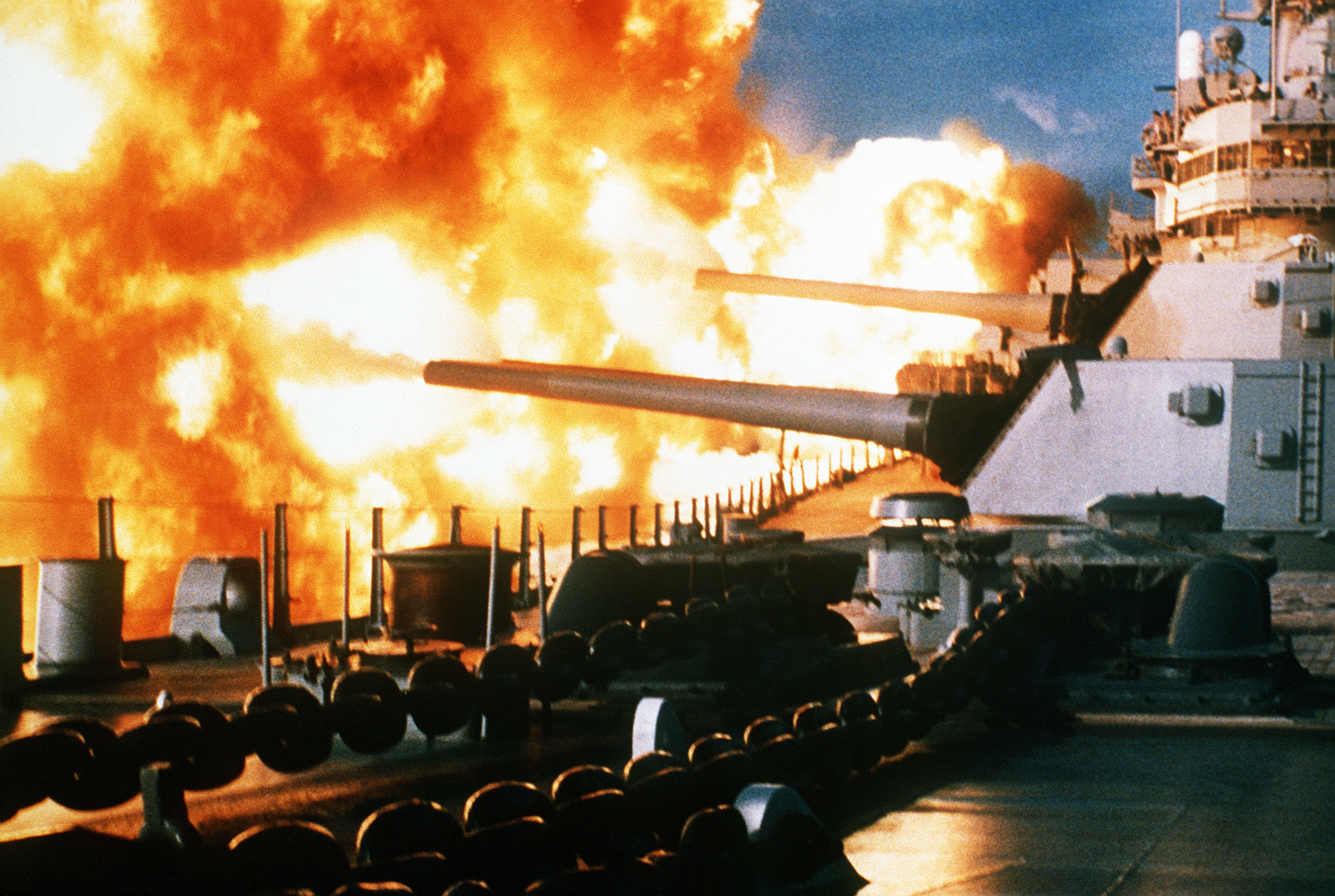
Le cuirassé tirant 288 obus de 406 mm sur des positions syriennes et druzes dans le district du Chouf près de Beyrouth le 9 janvier 1984.

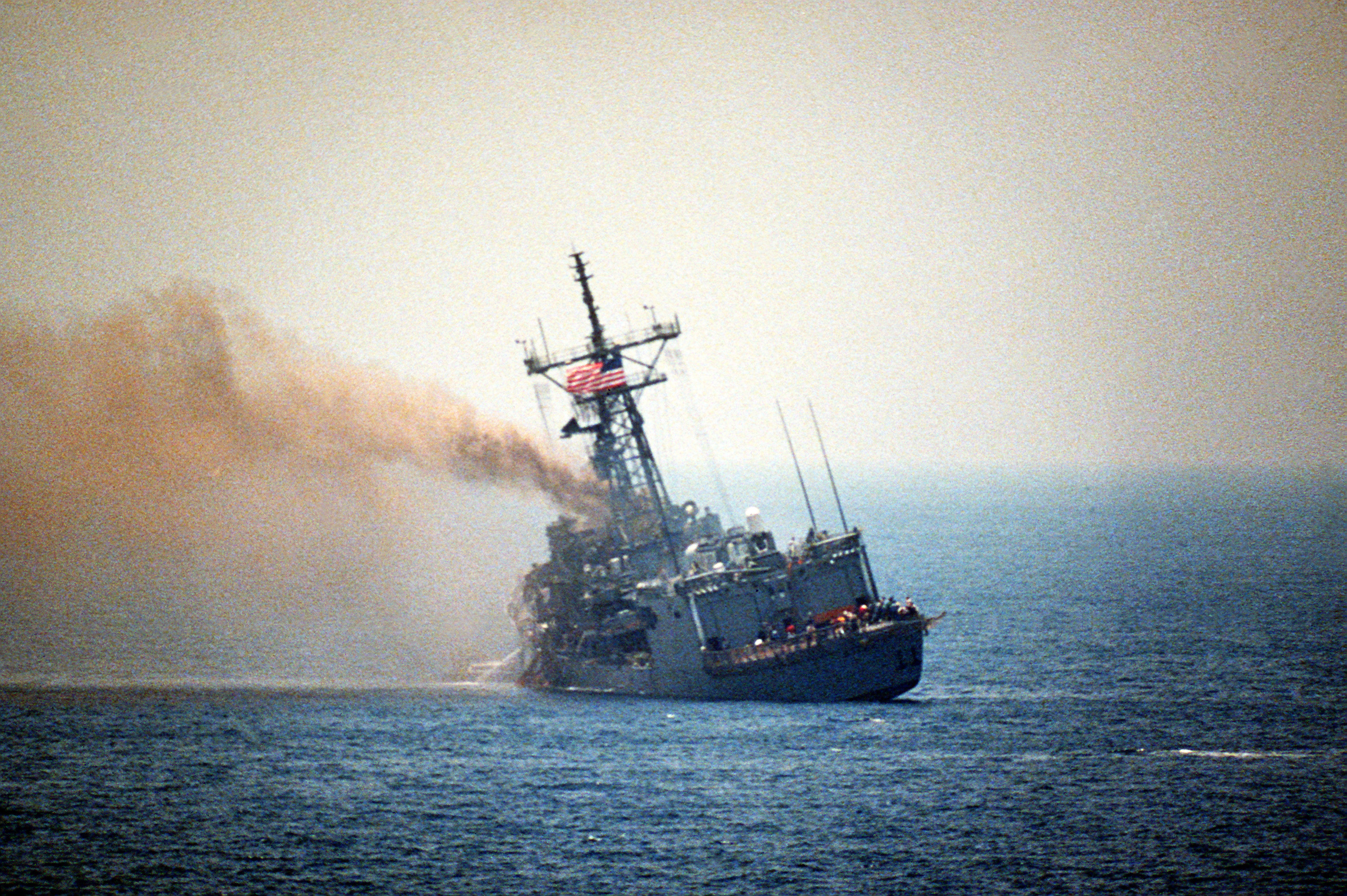
Le USS Stark (FFG-31) après avoir été touché par deux missiles Exocet tirés par un avion irakien, golfe Persique, 17 mai 1987. 37 marins sont tués.

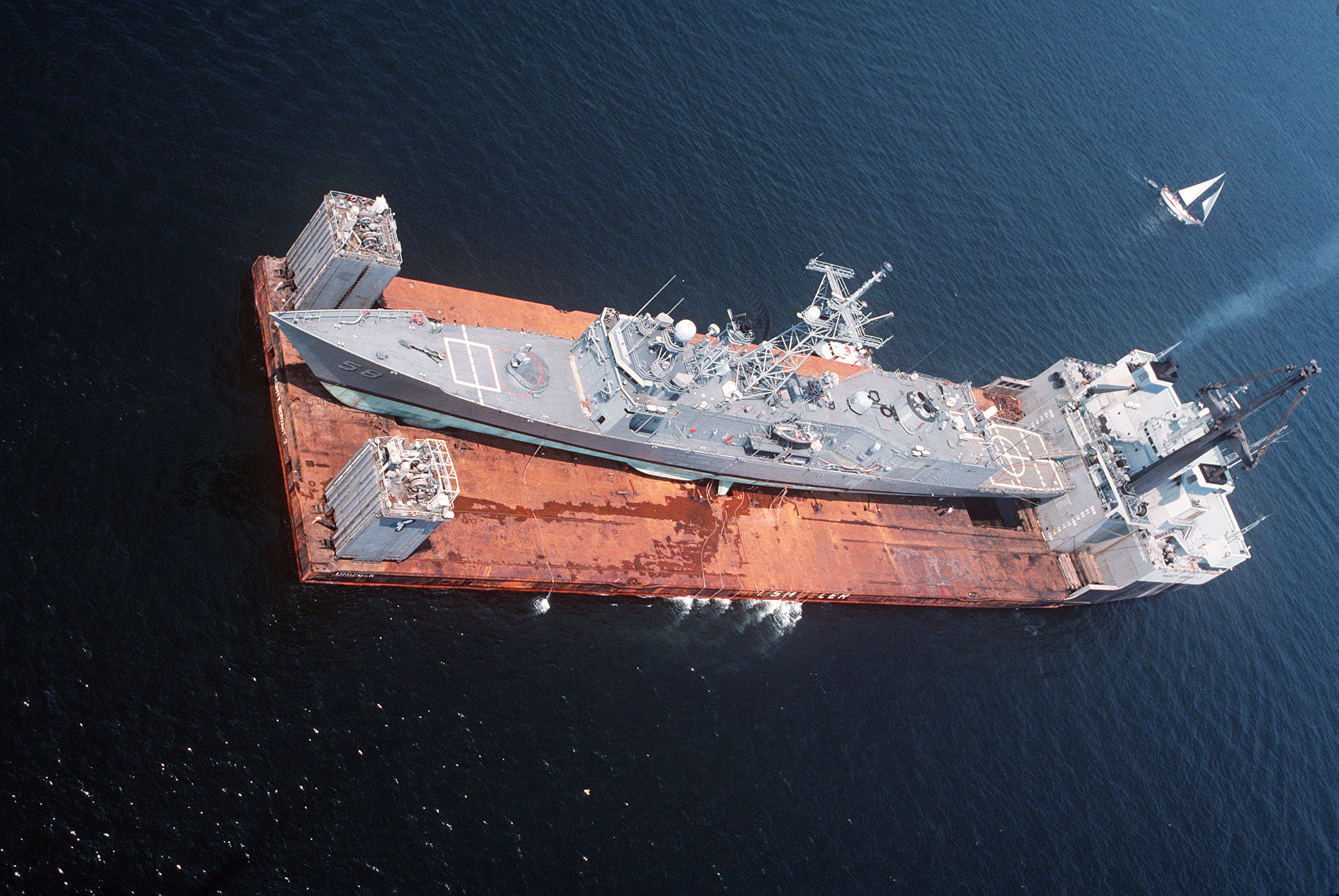
L'objet du casus-belli de la bataille des plates-formes pétrolières Sassan et Sirri de 1988, la frégate USS Samuel B Roberts en cours de rapatriement à bord du navire semi-submersible Mighty Servant 2 après avoir été touché par une mine iranienne.

Une reclassification des navires de l'United States Navy en 1975 classe entre autres tous les navires de surface à propulsion nucléaire comme croiseurs.
Après les coupes dans le budget de la Défense après la fin du conflit vietnamien, l'administration Reagan décide de renforcer les forces armées des États-Unis et prévoit une Marine de 600 navires.
Une forte présence navale américaine a lieu durant les années 1980 en Méditerranée orientale à la suite de la guerre du Liban où l'artillerie du USS New Jersey et l'aéronavale tentent de soutenir les intérêts américains touchés, entre autres, par les attentats de Beyrouth du 23 octobre 1983 et pour contenir les revendications de la Libye du colonel Kadhafi. Deux incidents dans le golfe de Syrte en 1981 et en 1989 virent des F-14 Tomcat abattre quatre chasseurs libyens tandis que les 24 mars et 15 avril 1986, les opérations Prairie Fire et El Dorado Canyon vit l'aéronavale participer à des bombardements sur des bases libyennes ou à des affrontements avec des navires militaires libyens.
L'invasion de la Grenade en 1983 vit la première grande opération militaire américaine depuis 1975 et le dernier débarquement de vive force de grande envergure avec l'appui d'un groupe aéronaval et d'un amphibie transportant une unité de marines.
On assista durant la guerre Iran-Irak à plusieurs incidents dont le tir de missiles anti-navires irakiens contre la frégate de la classe Oliver Hazard Perry et des accrochages entre la marine américaine et la marine iranienne dont le plus spectaculaire fut la bataille des plates-formes pétrolières Sassan et Sirri le 18 avril 1988.

## Situation actuelle
Le nombre de navires de combat est en diminution constante après l'apogée de la Seconde Guerre mondiale où l'US Navy compta fin 1945 pas moins de 95 porte-avions mais la Marine des États-Unis reste de très loin la première du monde après avoir durant la guerre froide été talonnée par la Marine soviétique. Dans le cadre d'économies budgétaires demandées par l'administration Clinton, le nombre de bâtiments de combat, amphibies et de soutien a été réduit à 300 en 2000 au lieu des 450 prévus par l'administration Bush père en 1992, déjà réduite sur les 600 prévus par l'administration Reagan en 1981.

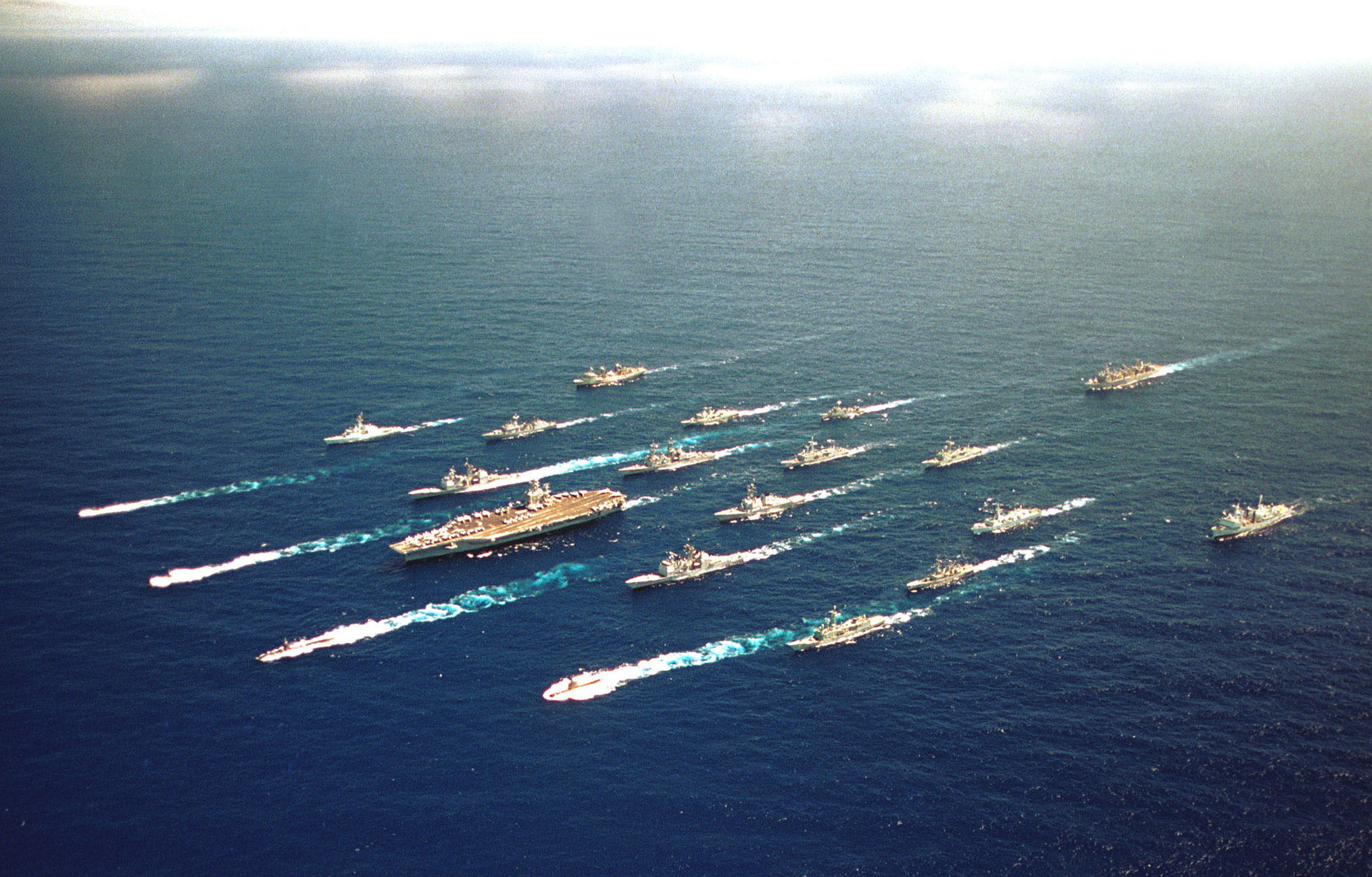
Groupe aéronaval de l’USS Abraham Lincoln en 2000.

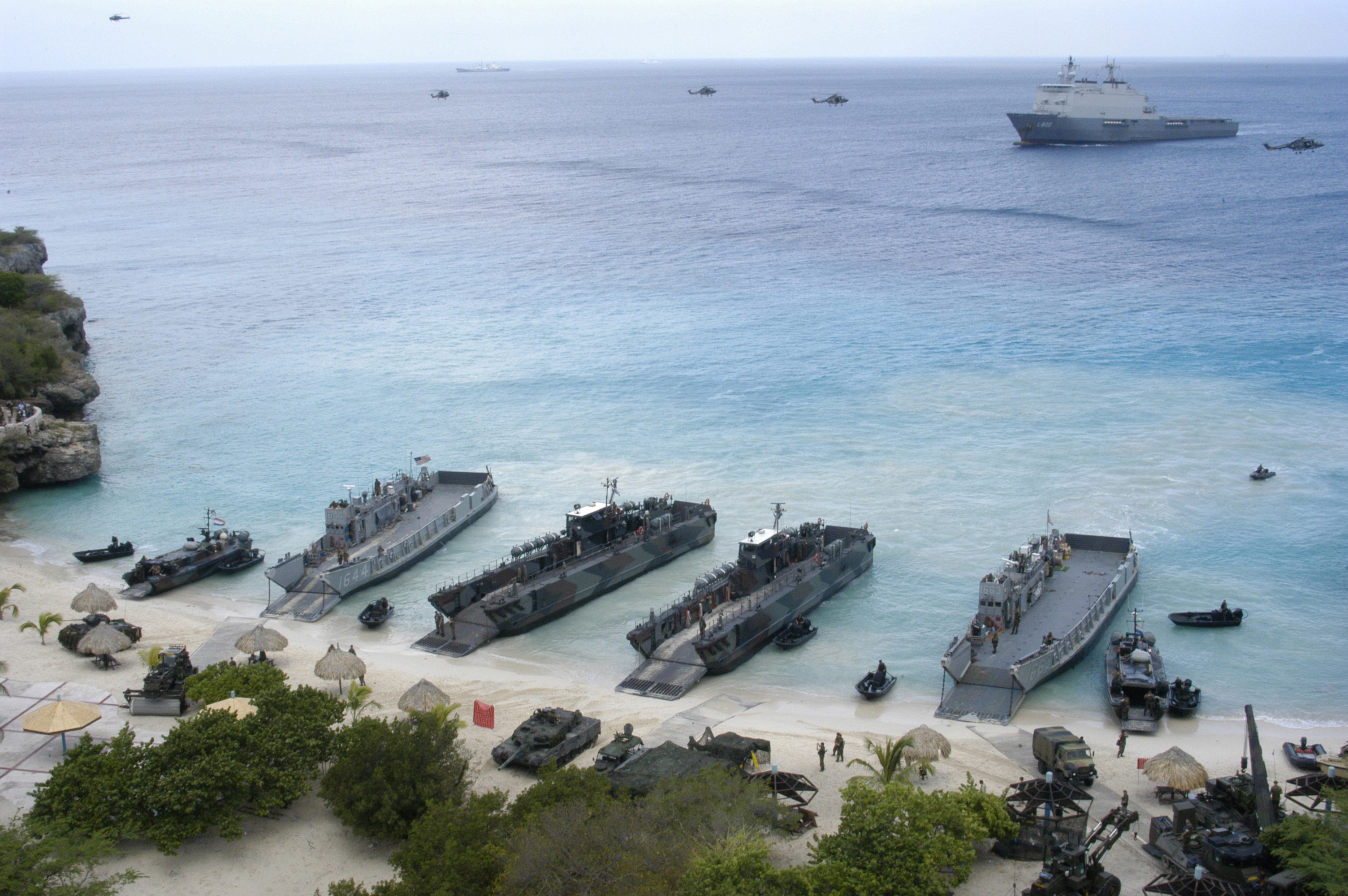
Exercice de débarquement de la Marine américaine, sur l'île caribéenne néerlandaise de Curaçao.

Les opérations majeures en cours des forces américaines dans la guerre contre le terrorisme depuis le début du XXIe siècle atteignant des coûts considérables, cela a des conséquences sur les programmes de renouvellement de la flotte.
En effet, elle est passée en 2006 sous le seuil des 260 navires de guerre alors qu’elle alignait 568 unités en 1987. Pour stopper cette déflation, l’US Navy compte se doter de 32 nouveaux navires en plus des navires normalement prévus, pour compenser les retraits, ce qui paraît douteux dans les conditions actuelles. Tous les programmes d’équipement ont pris de un à trois ans de retard.
Selon l’édition 2006 de Flottes de combat, il apparaît probable qu’à partir de 2012/2013, la Marine ne puisse conserver son format actuel de douze super porte-avions de plus de 100 000 t et qu’il sera réduit à dix unités. Cela est effectif avec le retrait de l'USS Enterprise fin 2012. Même constat au sujet de ses douze grands porte-hélicoptères d’assaut de 40 000 t qui sont aussi réduit à dix à partir de 2011. En février 2014, neuf sont en service et un dixième est en fin d'essais.
Le Fleet Response Plan oblige depuis mai 2003 à ce qu'au moins six groupes aéronavals sur les douze alors disponibles soient prêts à appareiller à tout moment, en l'espace de trente jours maximum, et que deux autres soient prêts à appareiller en l'espace de 90 jours. Auparavant, les groupes aéronavals appareillaient à intervalles réguliers, et chaque déploiement avait une durée fixée de six mois (le déploiement des forces était donc entièrement prévisible). Si cette organisation était efficace durant la guerre froide, elle n'est aujourd'hui plus d'actualité.
Au niveau aéronaval, les derniers F-14 Tomcat ont été retirés du service et remplacés par les F/A-18E/F Super Hornet, évolution du Hornet, qui avec celui-ci composeront la totalité des avions de combat de la flotte. Une évolution de ce dernier est en cours de mise au point pour remplacer les avions de guerre électronique EA-6B Prowler qui verront néanmoins leur vie prolongée jusqu’en 2012/2015 ; cette standardisation devrait permettre d’effectuer de grosses économies de logistique et d’entraînement des pilotes et mécaniciens. Les convertibles MV-22-A Osprey commencent à entrer lentement en service sur les navires d’assaut. Le programme du F-35 prend beaucoup de retard et n'est pas opérationnel en 2014, ce qui pose un problème à l’USMC dont les derniers AV-8B Harrier II aurait dû être retirés du service à la même époque.

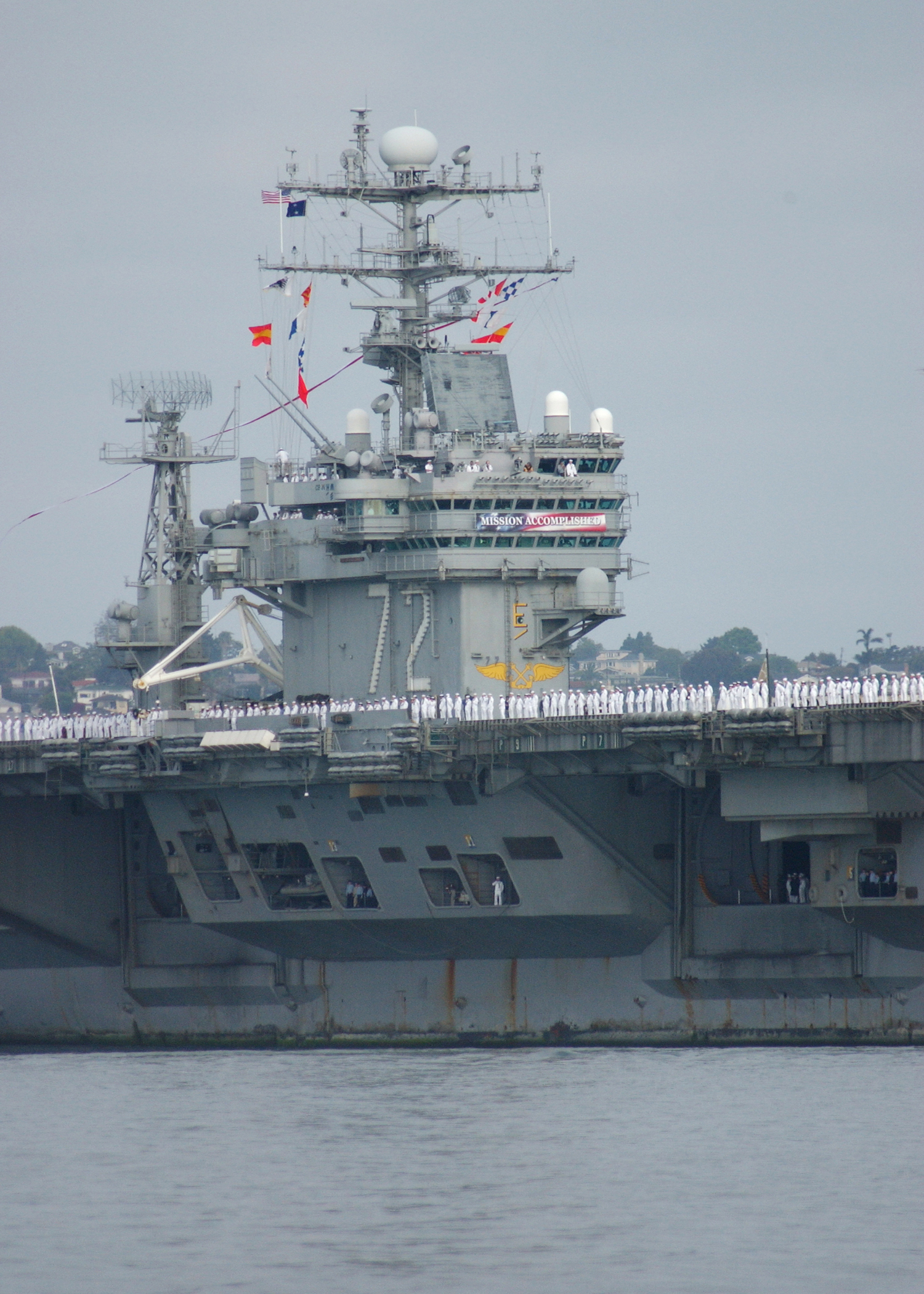
Port de San Diego en Californie, le 2 mai 2003 :
arborant son fanion Homeward Bound et affichant une bannière « Mission accomplie », le porte-avions fait escale avant de revenir à son port d'attache d'Everett, État de Washington, à la suite d'un déploiement d'environ 10 mois en support des opérations « Liberté immuable » et « Liberté irakienne »,
.

Dans la catégorie des croiseurs, après le retrait des cinq premiers exemplaires non modernisés de la classe Ticonderoga, la situation doit rester stable avec vingt-deux unités dont plusieurs sont équipés à partir de 2006 de missiles antibalistiques dans le cadre de la Missile Defense.
Pour compenser le retard du programme des grands destroyers futuristes de la classe Zumwalt qui à l’origine devait compter trente unités et se limitera finalement à trois exemplaires en raison du coût énorme de ces navires (2,3 milliards de dollars l’unité) et qui devaient en principe remplacer les classe Spruance dont les derniers ont été désarmés en 2005, l’US Navy a commandé plusieurs Arleigh Burke supplémentaires. Cette classe comprendra donc finalement 70 unités (28 Flight I et II, 34 Flight IIA, 8 Flight III).
Le programme de frégates furtive Littoral combat ship destiné à remplacer les dernières frégates classe Oliver H. Perry a pris aussi du retard et il est peu probable que les 56 unités prévues soient construites. Deux LCS flight 0 du projet Lockeed Martin et deux LCS flight 0 du projet General Dynamics aurait dû être construites mais des problèmes de dépassement de coût ont fait arrêter temporairement le chantier du troisième exemplaire et à la fin de 2008 que le modèle définitivement choisi n'est toujours pas arrêté.
Le programme des grands LPD de classe San Antonio a pris trois ans de retard, alors que douze transports de troupes devaient être livrés entre 2003 et 2010, on ne verra finalement que neuf navires entrer en service en 2006 et 2010.
Le nombre de sous-marins nucléaires d'attaque sera réduit à 48 unités (au lieu de 54). La classe Virginia, qui devait comprendre entre quinze et trente unités, a été commandée, en janvier 2008, à dix-huit exemplaires. Le Congrès américain cherche à augmenter la cadence pour atteindre les deux par an.
Les quatorze SNLE de la classe Ohio armés de 24 missiles Trident II seront encore théoriquement en service dans les années 2010 tandis que les quatre SSGN ex-SNLE de la même classe dont le premier est opérationnel depuis 2006 apporte une puissance de feu considérable et un soutien aux forces spéciales qui sera sans doute apprécié par les états-majors intéressés.
Fin 2007, l’US Navy a publié un document de travail du vice-amiral John Morgan, « Three Futures, One Navy, A Portfolio Analysis », qui propose trois scénarios renforçant les capacités amphibies (dès lors que les LHD à pont continu sont dotés du F-35B) au détriment des porte-avions :
- une flotte à 263 navires (dont douze porte-avions et 13 LHD) destinée à combattre un adversaire d’égale puissance ;
- une « shaping force » à 534 navires (dont six porte-avions et 24 LHD) adaptée aux opérations de coalition (la 1000-ships Navy) ;
- une « balanced force » à 474 navires (dont neuf porte-avions et 23 LHD), destinée à remplacer l’actuel plan de construction navale sur 30 ans (2008-2037) à 313 navires comprenant onze à douze porte-avions et 31 LHD[55],[56].

En 2012, la marine joue un rôle important dans la défense antimissile des États-Unis avec 26 navires Aegis à capacité ABM, un 27e est prévu en 2012. Huit sont déployés par la seconde flotte, huit par la troisième flotte, trois par la cinquième flotte, deux par la sixième flotte, cinq par le septième flotte.
Il est annoncé à cette date qu’en 2020, 60 % de la flotte sera déployé dans la zone Asie-Pacifique contre alors 50 % dans l’Atlantique et 50 % pour le Pacifique.
En mai 2013, sur les 283 navires et sous-marins de l'US Navy, 101 sont en permanence déployés, dont 52 en moyenne dans le Pacifique occidental. 42 des 52 navires qui sillonnent en permanence le Pacifique ont leur port d'attache à Yokosuka, à Guam, et depuis le début des années 2000 a Singapour.
En 2017, 440 officiers de marine d'active et à la retraite - dont 60 amiraux - font l'objet d’enquête pour corruption. Ils auraient accepté des pots-de-vin, des séjours dans des hôtels luxueux et des prostituées en échange d’informations classifiées sur les mouvements de la flotte américaine données à un homme d'affaires malaisien.

### Format pour le début des années 2010
L'examen quadriennal de la défense (Quadrennial Defense Review (en)) de 2010 donne entre autres le format alors prévu des forces pour la période allant de 2011 à 2015. Voici les prévisions pour l'US Navy, mais celle-ci ont évolué à la baisse depuis :
- 10 à 11 porte-avions
- 10 escadres aériennes embarquées
- 84 à 88 grands bâtiments de surface, y compris de 21 à 32 bâtiments de surface adaptés à la défense contre les missiles balistiques
- 14 à 28 petits bâtiments de surface (plus 14 chasseurs de mines)
- 29 à 31 navires d’assaut amphibie
- 53 à 55 Sous-marin nucléaire d'attaque
- 14 sous-marins lanceurs d’engins
- Aegis Ashore (SM-3 basé à terre)
- 126 à 171 aéronefs de renseignement, surveillance et reconnaissance et de guerre électronique basés à terre (avec ou sans pilote)
- 3 escadrilles de prépositionnement maritime
- 30 à 33 bâtiments de soutien logistique de combat (plus 1 plateforme d’atterrissage mobile)
- 17 à 25 navires de commandement et de soutien (dont JHSV, 3 T-AKE, 1 MLP)
- 51 navires rouliers de transport stratégique par mer

Dans les années 2010, le budget de la Navy reste le premier des différentes armées et avoisine 9 % du total des dépenses d'armement mondial.
La suprématie navale américaine se reflète dans sa technologie : armement, navigation, transmission, gestion informatisée du champ de bataille, catapultes pour porte-avions à « pont plat » qui permettent d'utiliser des avions semblables à ceux basés à terre.

### Perspectives pour 2040
Début 2010, la marine présente au Congrès des États-Unis un nouveau plan de développement à trente ans, qui comprend de profondes évolutions par rapport aux dernières prévisions de 2005 et tient compte de l'orientation de l'administration Obama vers l'Asie-Pacifique. L'objectif est de disposer de 301 bâtiments en 2040.
La flotte de porte-avions nucléaires (PAN) devrait être à cette date de dix unités ; douze SNLE de nouvelle génération armés de seize missiles stratégiques devraient remplacer les quatorze classe Ohio. En termes de coûts, cela représente pour chaque PAN 30 milliards de dollars entre sa construction et son fonctionnement, soit 0,6 milliard de dollars pour chacune des 50 années de son fonctionnement. Le total des 6 milliards de dollars pour les 10 PAN représentant pour comparaison un sixième du budget français de la défense en 2016.
Selon le plan de construction actuel, le nombre de sous-marins d’attaque va passer en dessous des 48 sous-marins exigés en 2022 et connaître un minimum de 41 en 2028. La pénurie va se poursuivre jusqu’en 2034.
Seuls trois classe Zumwalt seront en service et priorité est donnée aux destroyers Arleigh Burke dont un minimum de 70 seront construits et au programme Littoral combat ship qui devrait comprendre 66 unités contre 55 précédemment. En 2014, devant l'inflation du coût de ce programme, ce dernier chiffre a été abandonné et l'on parle d'un maximum de 32 unités.
Le projet CG(X) (en) de nouveau croiseur devant remplacer les Ticondegora n'est plus à l'ordre du jour et les deux bâtiments de commandement de la classe Blue Ridge (en) ne seront pas remplacés après leur retrait prévu en 2029.
Les porte-hélicoptères d'assaut et les transports de chalands de débarquement doivent être au minimum de 33 unités pour assurer la projection de deux brigades de Marines. 23 Joint High Speed Vessel (JHSV), navires rapides de transports de troupes avec un potentiel de capacités supplémentaires devraient être construit, le premier étant le Fortitude (JHSV 1) (en). Pour leur batellerie, 73 aéroglisseurs Ship-to-Shore Connector seront livrés à partir de 2020 pour remplacer les LCAC en service depuis 1986.
Concernant les navires de soutien, le plan prévoit une standardisation autour de deux classes de navires, des ravitailleurs polyvalents du type T-AKE (dont fait partie la Classe Lewis and Clark de 14 unités livrées entre 2006 et 2012 et une nouvelle classe de pétroliers ravitailleurs à double coque dont 20 unités sont prévues, la classe John Lewis anciennement T-AO(X) dont la construction a débuté en mai 2019.
Trois Maritime Prepositioning Squadrons, dotés chacun d'un transporteur ravitailleur (T-AKE), une nouvelle plateforme de débarquement et un navire roulier doivent être mis en place.

## Ordre de bataille

### Au1erjanvier 2002
Bâtiments de combat
| Classe de navires                                | Nombre | Tonnage     |
| ------------------------------------------------ | ------ | ----------- |
| SNLE (SSBN)                                      | 18     | 301 750 t   |
| Sous-marin nucléaire d'attaque (SSN)             | 54     | 331 140 t   |
| Porte-avions nucléaire CVN                       | 9      | 662 120 t   |
| porte-avions classique CV                        | 3      | 180 860 t   |
| croiseurs lance-missile CG                       | 27     | 189 540 t   |
| destroyers lance-missiles DDG                    | 35     | 236 040 t   |
| destroyers DD                                    | 20     | 118 400 t   |
| frégates lance-missiles FFG                      | 34     | 101 615     |
| patrouilleurs PC                                 | 13     | 3 900       |
| dragueurs et chasseurs de mines MCM et MHC       | 26     | 25 630      |
| bâtiment de soutien pour la guerre des mines MCS | 1      | 11 000      |
| Total                                            | 240    | 2 161 995 t |

Bâtiments amphibies
| Classe de navires                                   | Nombre | Tonnage   |
| --------------------------------------------------- | ------ | --------- |
| bâtiments de commandement                           | 2      | 33 580 t  |
| porte-hélicoptères d'assaut (LHA et LHD)            | 12     | 323 210 t |
| transports de chalands de débarquement (LPD et LSD) | 26     | 268 630 t |
| bâtiment de débarquement de chars (LST)             | 1      | 4 970     |
| Total                                               | 41     | 630 390 t |

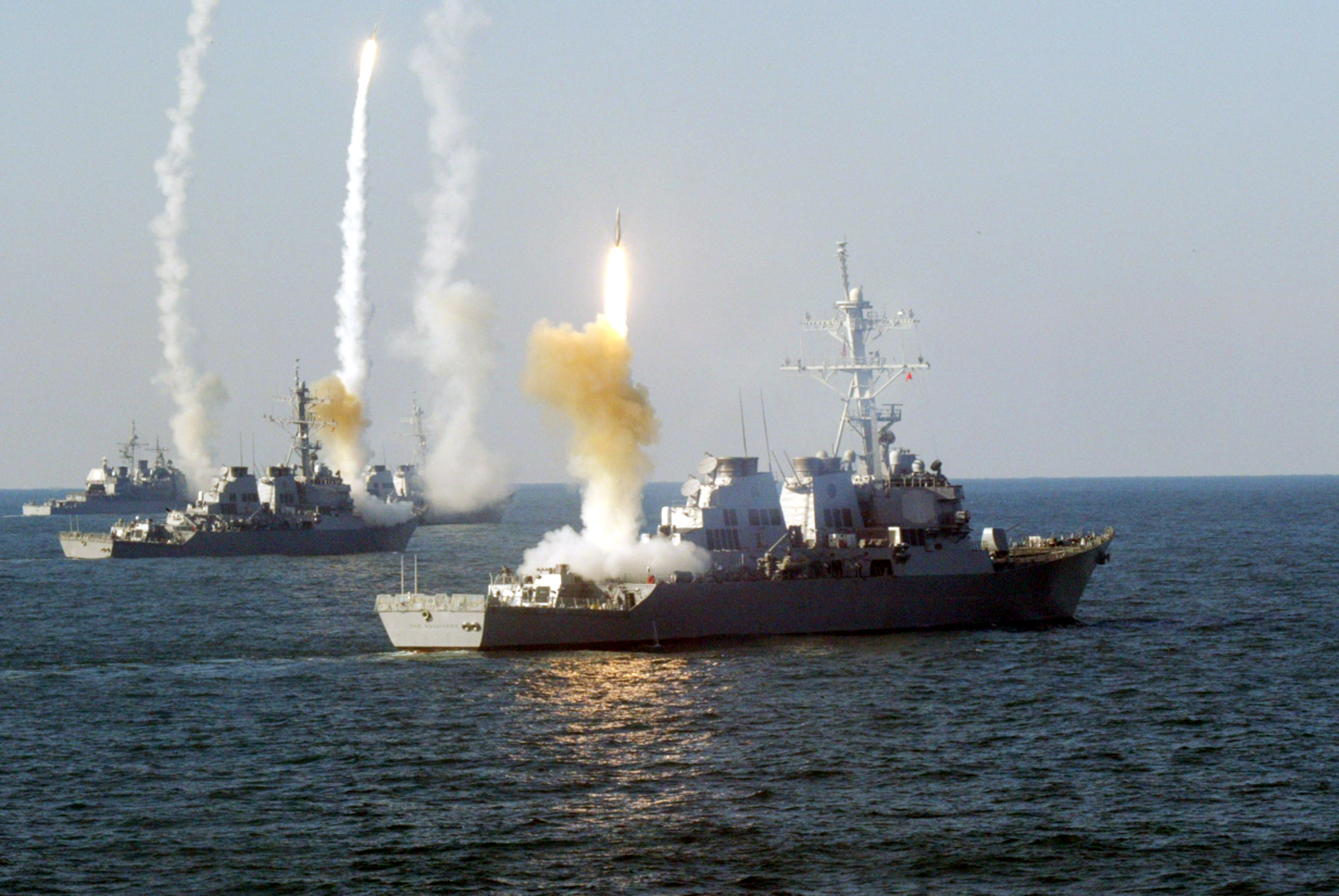
Tir coordonné par le système de combat Aegis d'une salve de missiles sol-air RIM-66 Standard par un croiseur de la classe Ticonderoga et trois destroyers de la classe Arleigh Burke en 2003.

Bâtiments de soutien logistique (sauf MSC et RRF)
| Classe de navires | Nombre | Tonnage   |
| ----------------- | ------ | --------- |
| AGF               | 2      |           |
| AOE               | 8      |           |
| ARS               | 4      |           |
| AS                | 2      |           |
| Total             | 16     | 211 270 t |

Tonnage globale de l'US Navy : 3 003 655 tonnes

### Au 28 décembre 2009
Source : Naval Vessel Register.
Bâtiments de combat
| Classe de navires                                          | Nombre |
| ---------------------------------------------------------- | ------ |
| Sous-marin nucléaire lanceur d'engins SSBN                 | 14     |
| Sous-marin nucléaire lanceur de missiles de croisière SSGN | 4      |
| Sous-marin nucléaire d'attaque SSN                         | 53     |
| Porte-avions nucléaire CVN                                 | 11     |
| croiseurs lance-missiles CG                                | 22     |
| destroyers lance-missiles DDG                              | 57     |
| frégates lance-missiles FFG                                | 30     |
| Littoral combat ship LCS                                   | 1      |
| Navire de guerre/soutien des mines                         | 29     |
| Total                                                      | 222    |

Bâtiments amphibies
| Classe de navires                                 | Nombre |
| ------------------------------------------------- | ------ |
| bâtiments de commandement                         | 2      |
| porte-hélicoptères d'assaut LHA et LHD            | 10     |
| transports de chalands de débarquement LPD et LSD | 21     |
| Total                                             | 33     |

Bâtiments de soutien logistique (sauf MSC et RRF)
| Classe de navires | Nombre |
| ----------------- | ------ |
| AE                | 4      |
| AFS               | 1      |
| AKE               | 8      |
| AO                | 14     |
| AOE               | 4      |
| Total             | 31     |

## Déploiement des flottes entre 2008 et 2011

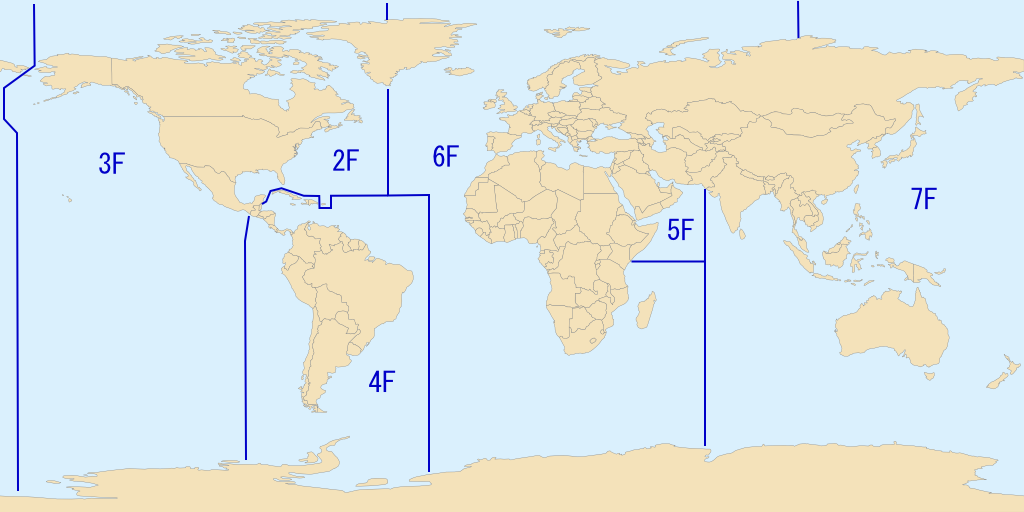
Zone de responsabilité des flottes américaines entre 2008 et 2011.

- 2e flotte : se déploie dans l'océan Atlantique (QG : base navale de Norfolk, Virginie), sous le commandement du US Joint Forces Command. Désactivée le 30 septembre 2011, elle est réactivée et opérationnelle au 31 décembre 2019.
- 3e flotte : se déploie dans l’océan Pacifique Est, sous le commandement de l'USPACOM (QG : Pearl Harbor, Hawaï).
- 4e flotte aussi appelée US Commander Naval Southern/COMNAVSO : se déploie dans l'océan Atlantique Sud et la mer des Caraïbes, sous le commandement de l'USSOUTHCOM (QG : Mayport, Floride). Réactivée le 1er juillet 2008.
- 5e flotte aussi appelée US Naval Central Command/USNAVCENT: se déploie dans le golfe Persique, en mer d'Oman et en mer Rouge, sous le commandement de l'USCENTCOM (QG : Manama, Bahreïn).
- 6e flotte : se déploie en mer Méditerranée, sous le commandement de l'USEUCOM (QG : Naples, Italie ; navire amiral : USS Mount Whitney (LCC-20)).
- 7e flotte : se déploie dans le Pacifique Ouest et dans l’océan Indien, sous le commandement de l'USINDOPACOM (QG : Yokosuka, Japon ; navire amiral : USS Blue Ridge (LCC-19)).

## Grades dans l’US Navy
| E-4                     | E-4            | E-5                     | E-5            | E-6                     | E-6            | E-7                 | E-7            | E-8                        | E-8                                | E-8            | E-9                        | E-9                                | E-9                              | E-9            |
| ----------------------- | -------------- | ----------------------- | -------------- | ----------------------- | -------------- | ------------------- | -------------- | -------------------------- | ---------------------------------- | -------------- | -------------------------- | ---------------------------------- | -------------------------------- | -------------- |
|                         |                |                         |                |                         |                |                     |                |                            |                                    |                |                            |                                    |                                  |                |
| Petty Officer 3rd Class | Insigne de col | Petty Officer 2nd Class | Insigne de col | Petty Officer 1st Class | Insigne de col | Chief Petty Officer | Insigne de col | Senior Chief Petty Officer | Command Senior Chief Petty Officer | Insigne de col | Master Chief Petty Officer | Command Master Chief Petty Officer | Fleet Master Chief Petty Officer | Insigne de col |

| grade                              | O-1    | O-2                      | O-3        | O-4                  | O-5       | O-6     |  |
| ---------------------------------- | ------ | ------------------------ | ---------- | -------------------- | --------- | ------- |  |
| Insignes: col, manches, épaulettes |        |                          |            |                      |           |         |  |
| Appellation                        | Ensign | Lieutenant, Junior Grade | Lieutenant | Lieutenant Commander | Commander | Captain |  |
| Abréviation                        | ENS    | LTJG                     | LT         | LTCR                 | CMDR      | CAPT    |  |
| Code OTAN                          | OF-1   | OF-1                     | OF-2       | OF-3                 | OF-4      | OF-5    |  |

| Grade                              | O-7                       | O-8                       | O-9                   | O-10    | O-11                |  |
| ---------------------------------- | ------------------------- | ------------------------- | --------------------- | ------- | ------------------- |  |
| Insignes: col, manches, épaulettes |                           |                           |                       |         |                     |  |
| Appellation                        | Rear Admiral (Lower Half) | Rear Admiral (Upper Half) | Vice Admiral          | Admiral | Fleet Admiral       |  |
| Equivalence                        | Contre-Amiral             | Vice-Amiral               | Vice-Amiral d'Escadre | Amiral  | Amiral de la Flotte |  |
| Abréviation                        | RDML                      | RADM                      | VADM                  | ADM     | FADM                |  |
| Code OTAN                          | OF-6                      | OF-7                      | OF-8                  | OF-9    | OF-10               |  |

## Dans la culture populaire
- Le groupe Village People a une chanson intitulée In the Navy.
- Le film Top Gun se déroule au sein de l'US Navy.
- L'action du film de SF Nimitz, retour vers l'enfer se déroule intégralement autour d'un porte-avions de la marine américaine.
- Le film Battleship se déroule sur un cuirassé de l'US Navy.
- La série The Last Ship se déroule intégralement sur un destroyer de l'US Navy.
- Le film La Canonnière du Yang-Tsé se déroule en partie sur un vieux navire de l'US Navy, le San-Pablo, patrouillant sur les fleuves en Chine.
- La série NCIS : Enquêtes spéciales et ses séries dérivées tournent autour du Service d’enquêtes criminelles de l'US Navy.